# Куба
Ку́ба (исп. Cuba [ˈkuβa]), официальное название — Респу́блика Ку́ба (исп. República de Cuba [reˈpuβlika ðe ˈkuβa]) — островное государство в Латинской Америке, в Карибском бассейне. Расположено на островах Куба, Хувентуд и более чем на 1 600 мелких островах группы Больших Антильских островов (архипелаги Сабана, Лос-Канарреос, Лос-Колорадос, Камагуэй, Хардинес-де-ла-Рейна; о-ва Сан-Фелипе и другие). На востоке омывается Атлантическим океаном, на юге — Карибским морем. От Северной Америки отделено на западе Юкатанским проливом, на севере — Флоридским проливом. 
Унитарное государство. Столица и крупнейший город — Гавана. Денежная единица — песо (с 1994 года по 2021 год был в обращении конвертируемый песо). Официальный язык — испанский.
Куба — член ООН (1945), Движения неприсоединения (1961), Организации карибских государств (1994), Всемирной торговой организации (1995).

## Этимология
Название «Куба» имеет происхождение в ныне мёртвых языках индейцев таино, населявших Большие Антильские острова. Точный смысл названия неясен, есть точка зрения, что оно может обозначать «место, где плодородная земля обильна» (cubao) либо «прекрасное место» (coabana).
Есть также гипотеза, что Христофор Колумб назвал остров в честь селения Куба в районе Бежа в Португалии.

## География

### Географическое положение
Куба расположена на стыке Северной, Центральной и Южной Америки, на острове Куба (самом крупном в Вест-Индии), острове Хувентуд, а также на примыкающих к ним около 1600 мелких островах и коралловых рифах, принадлежащих к группе Больших Антильских островов. Для побережья характерны глубокие заливы и множество удобных бухт. Остров обрамлён рифами и другими коралловыми образованиями.
Площадь Кубы — 110 860 км². Остров, протянувшийся с запада на восток на 1250 км, нередко сравнивают с ящерицей, голова которой обращена к Атлантике, а хвост находится у входа в Мексиканский залив. На юге Куба омывается водами Карибского моря, на северо-западе Мексиканским заливом, а на северо-востоке Атлантическим океаном. Расстояние от Кубы до США в самом узком месте Флоридского пролива — 180 км, до острова Гаити через Наветренный пролив — 77 км, до острова Ямайка через пролив Колон — 140 км, до Мексики через Юкатанский пролив — 210 км.

### Рельеф

Рельеф Кубы

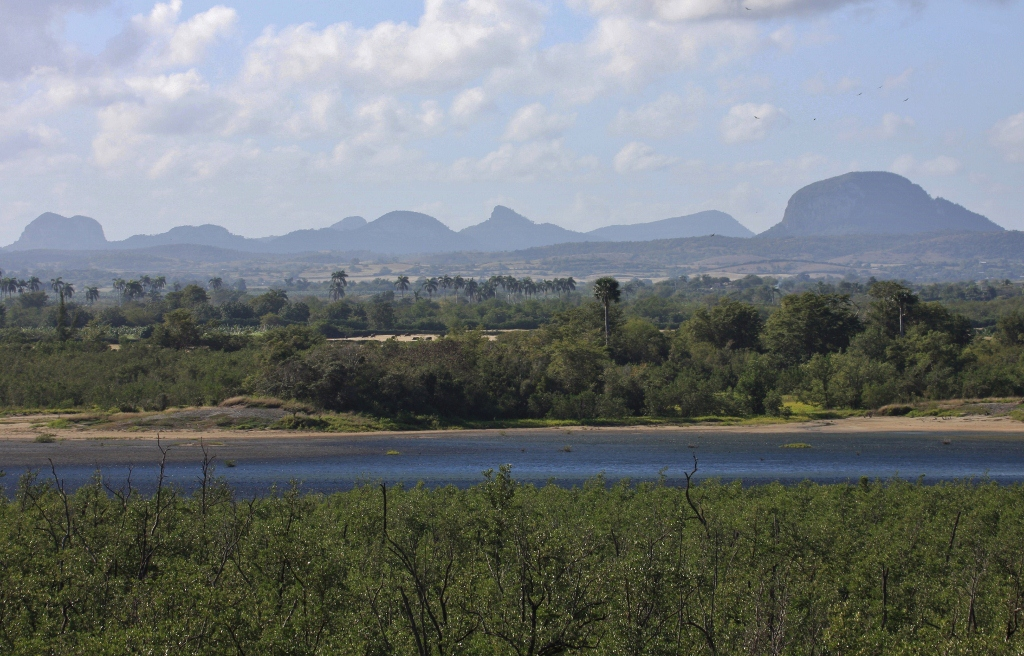
Природа страны

Рельеф Кубы преимущественно равнинный. Возвышенности и горы занимают около трети территории. Три главные горные системы — это Кордильера-де-Гуанигуанико на западе, Эскамбрай в центральной части и Сиерра-Маэстра на востоке. Самый высокий горный массив Сиерра-Маэстра протянулся вдоль юго-восточного побережья на 250 км. Его высшая точка — пик Туркино (1972 м). Расположенные на западе о́строва живописные невысокие горы причудливо рассечены и слабо заселены.
На Кубе повсеместно развит карст, в связи с этим известно множество пещер, в том числе и крупных. Так, на западе пещера Санто-Томас имеет разветвлённую сеть подземных галерей общей протяжённостью 25 км. Часто встречаются так называемые «моготес» — формы тропического карста, представляющие собой возвышенности с почти вертикальными склонами и плоскими вершинами. Наиболее заселены и освоены слегка всхолмлённые равнины. Берега, как правило, низкие, иногда заболоченные, во многих случаях поросшие мангровыми зарослями. Часто встречаются песчаные пляжи, которые тянутся на многие километры (например, на полуострове Икакос, где расположен известный курорт Варадеро).

### Полезные ископаемые
Куба занимает третье место в мире (после Новой Каледонии и Австралии, 2007) по запасам никеля, добыча которого началась в 1943 году и существенно увеличилась в период после революции 1959 года.
Куба обладает крупными запасами кобальта и занимает третье место в мире по объёмам его добычи и производства.
Также, Куба обладает крупными месторождениями медных руд (в провинциях Орьенте и Пинар-дель-Рио), марганцевых руд (в провинции Орьенте), хромитов (в провинции Камагуэй), каолинов (на острове Пинос), железной руды, асбеста, каменной соли, фосфоритов. Месторождения угля отсутствуют.
В 1984 году на западе страны были открыты богатые месторождения нефти и газа. В 2006 году началось освоение нефтегазового месторождения к северу от острова, недалеко от побережья Флориды.
По некоторым данным, запасы нефти на шельфе Кубы превышают 5 млрд баррелей (Гавана настаивает на цифре 20 млрд баррелей), а запасы газа — 300 млрд м³. Общие подтверждённые запасы нефти на 2010 г. составляют 178,9 млн барр., природного газа — 70,9 млрд м³.

### Климат

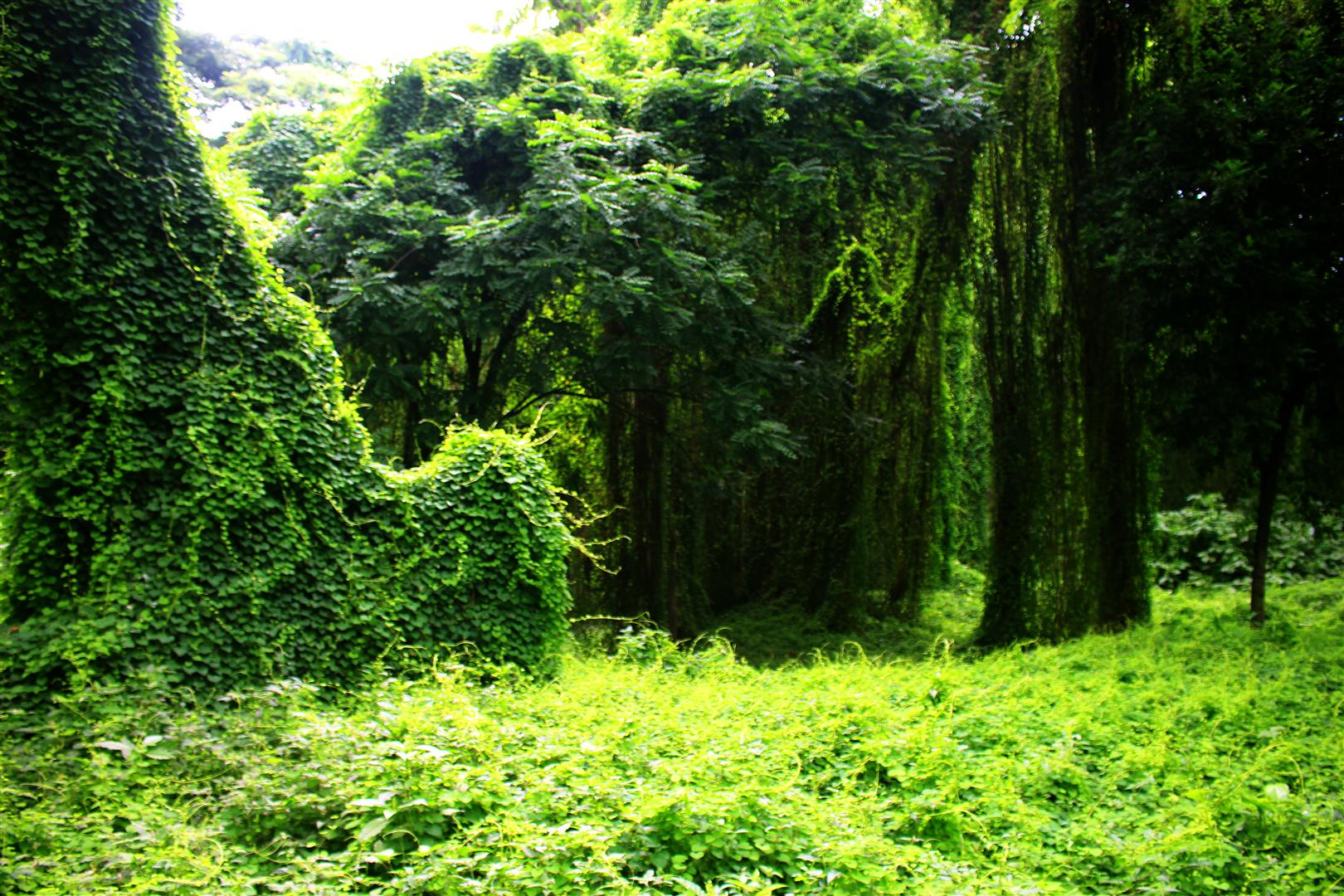
Лес на Кубе

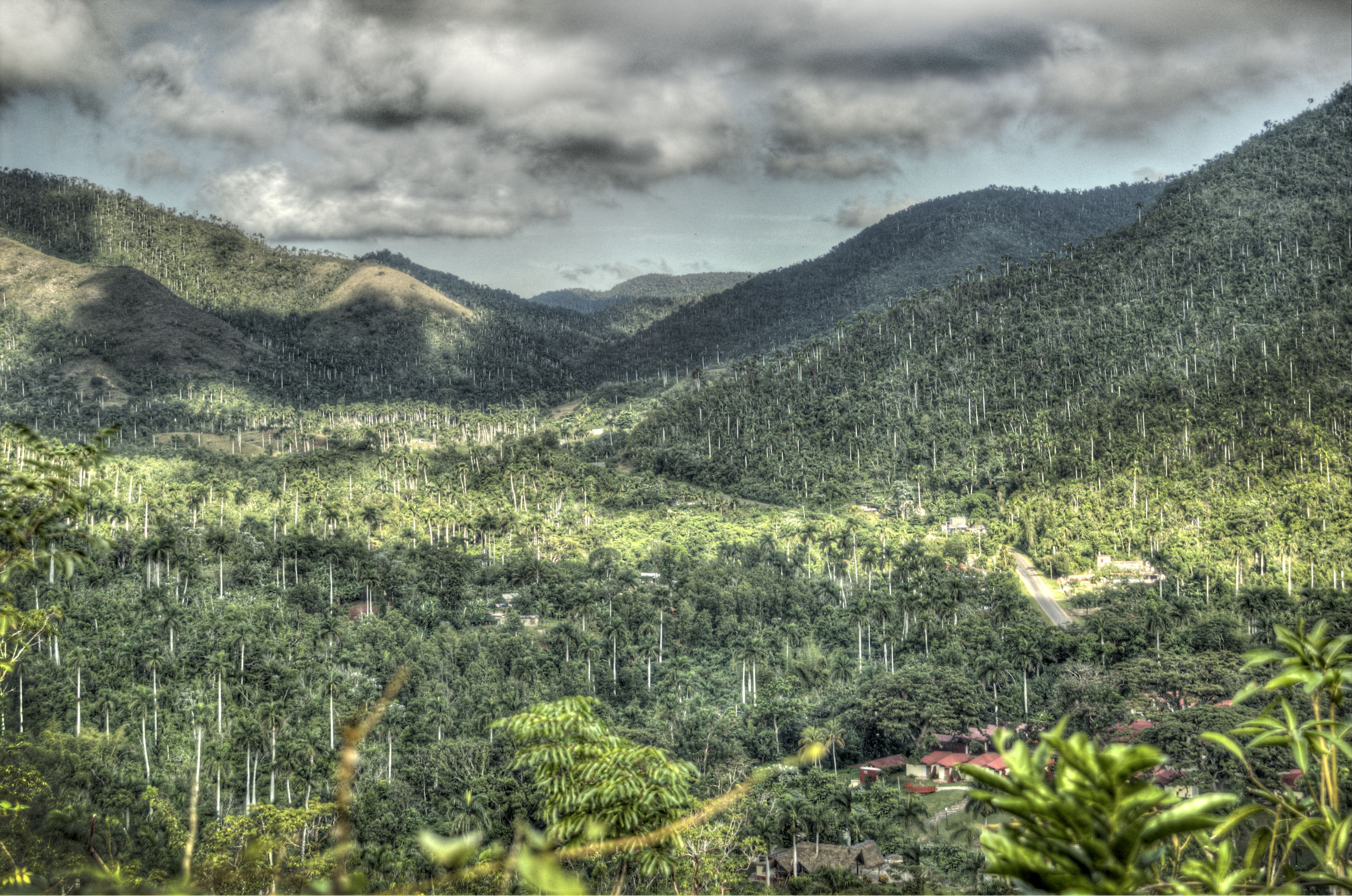
Возвышенности, покрытые лесом

Климат на Кубе — тропический, пассатный. Среднегодовая температура составляет 25,5 °C. Средняя температура самого холодного месяца (январь) равна 22,5 °C и самого жаркого (август) — 27,8 °C. Температура поверхностных вод у берегов зимой составляет 22–24 °C, летом — 28–30 °C. Среднегодовое количество осадков, выпадающих обычно в виде ливней — 1400 мм, однако нередко случаются и засушливые года.
На Кубе чётко выражены два климатических сезона: дождливый (май-сентябрь) и сухой (октябрь-апрель). На сезон дождей приходится 3/4 всей годовой суммы осадков.
Климатические условия Кубы отличаются высокой влажностью в течение всего года. Сочетание влажности и высокой температуры неблагоприятно для здоровья, однако на побережье ветер с моря уменьшает жару и приносит свежесть, а по вечерам — и прохладу. Ветра на Кубе отличаются большим постоянством, так что часто можно видеть деревья, стволы которых из-за этого наклонены.
Куба подвержена действию тропических циклонов, которые зарождаются в летне-осенний период (июнь — середина ноября) к востоку от Малых Антильских островов и на западе Карибского моря, передвигаясь затем в сторону Флориды. Циклоны сопровождаются обильными ливнями и сильнейшими ветрами, способными причинить большой ущерб хозяйству и населению острова (см. Кубинский ураган (1910)). Ре́ки на Кубе короткие, немноговодные. Леса́, покрывающие около 10 % территории, сохранились лишь в горных и заболоченных районах. Животный мир суши относительно бедный. В то же время в окружающих Кубу водах имеются ценные промысловые рыбы, моллюски, лангусты, креветки, а также губки.

## История
До конца XVI века Куба была заселена индейскими племенами, сначала гуанахатабей (в VI веке до нашей эры), позже араваками. Индейцы занимались охотой и земледелием.
Первым из европейцев, оказавшихся здесь, был мореплаватель и путешественник Колумб, высадившийся на востоке архипелага в октябре 1492 г. В 1511 г. Диего Веласкес де Куэльяр подчинил коренное население островов, построил форт Баракоа и стал первым испанским губернатором Кубы. К 1514 г. было основано семь поселений. В 1515 г. Куэльяр перенёс штаб-квартиру в Сантьяго де Куба, ставшим первой столицей Кубы. Колонизация проходила в условиях борьбы с коренным населением острова — индейцами таино, составлявшими 75 % населения. Колумб докладывал о миллионном убитом индейце. Население Кубы в XV веке составляло около 1 800 000 человек.
- В 1823 году было подавлено первое восстание за обретение независимости от Испании.
- В 1868 году началась Десятилетняя война за независимость Кубы; повстанцы поддерживались США. Военные действия достигли высшей точки в 1872—1873 гг., но затем повстанцы вели военные действия только в восточных провинциях, Камагуэй и Орьенте. В 1878 г. было подписано мирное соглашение, устранявшее наиболее неприятные для жителей острова законодательные акты.

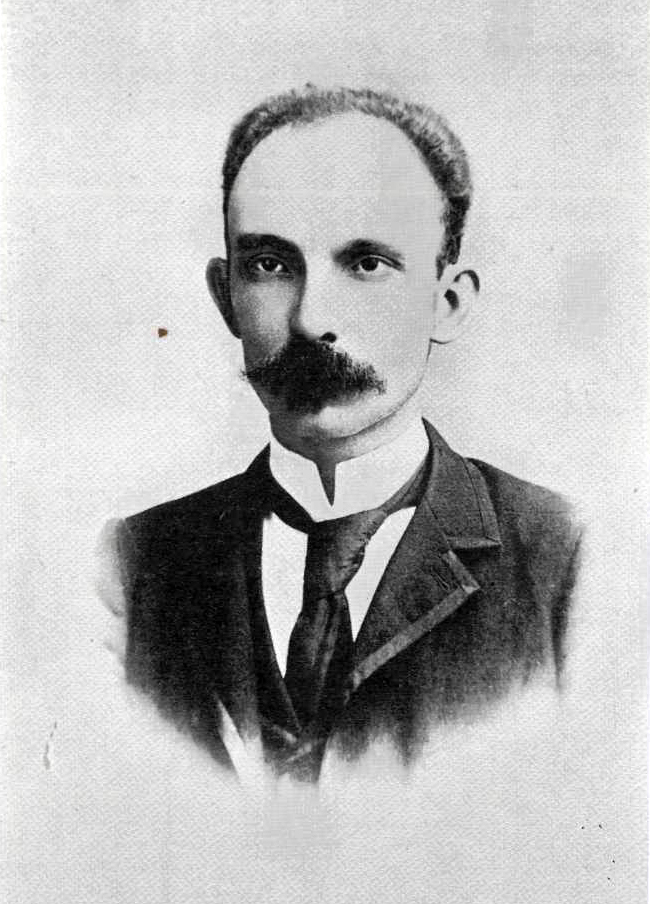
Хосе Марти

- В 1895 году на Кубе высадился отряд кубинских патриотов под руководством Хосе Марти. Это событие стало отправной точкой новой войны с испанцами, в ходе которой кубинцы добились контроля почти над всей территорией острова, исключая крупные города (см. Война за независимость Кубы).
- В 1898 году США начали войну с Испанией, в которой одержали победу (см. Испано-американская война). Куба становится зависимой от США. В конституции было оговорено право США ввести войска на территорию страны. Этот пункт был отменён в 1934 г.
- В 1933 году в результате переворота, организованного революционерами во главе с сержантом Фульхенсио Батиста-и-Сальдивар, был свергнут диктатор Херардо Мачадо-и-Моралес, и установлен демократический режим.
- В 1940 принята конституция.

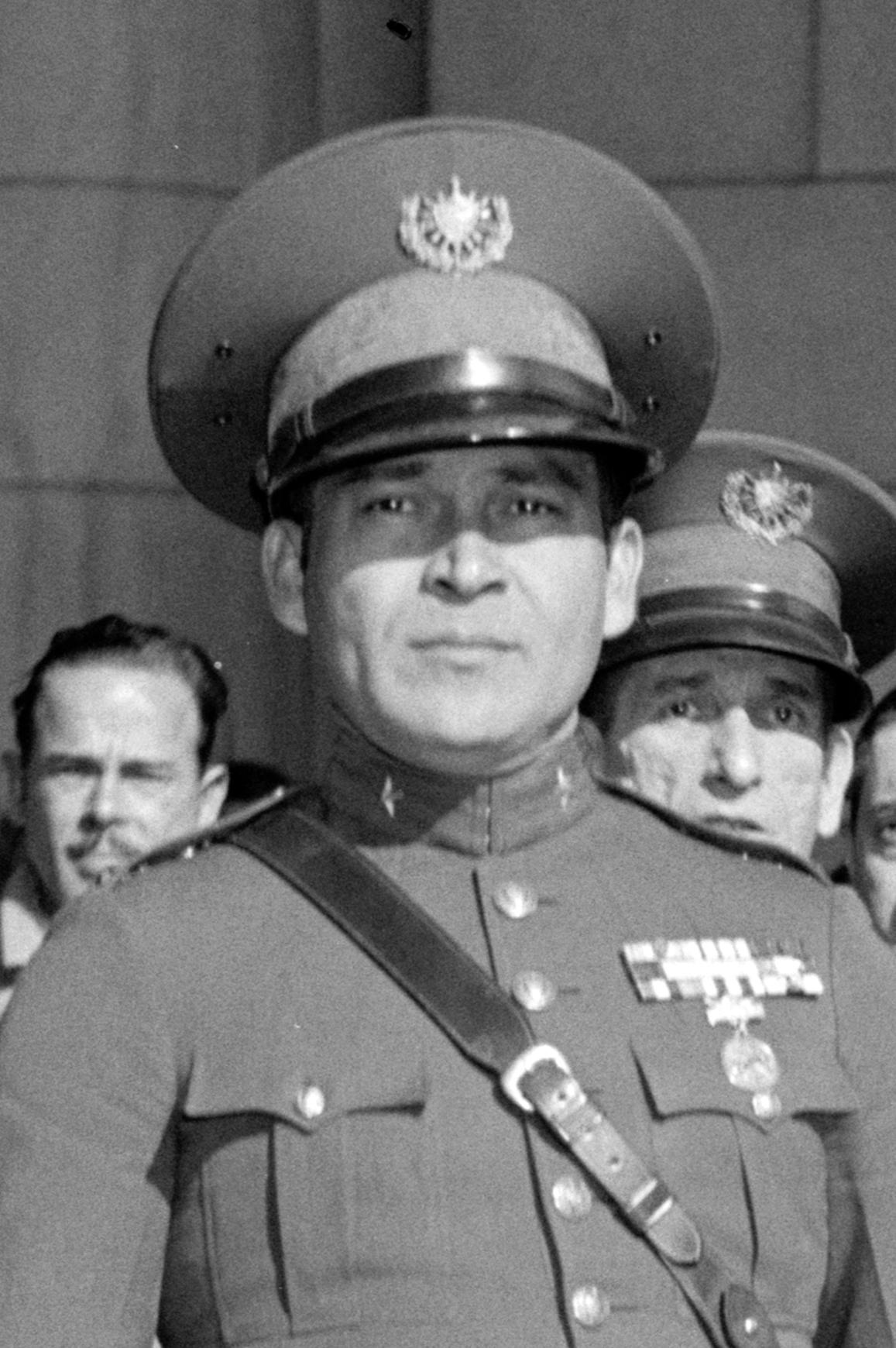
Фульхенсио Батиста

- 10 марта 1952 года Фульхенсио Батиста осуществил государственный переворот и установил личную диктатуру.
- 26 июля 1953 года группа революционеров во главе с Фиделем Кастро попыталась захватить казармы Монкада. Попытка оказалась неудачной, и участники штурма попали в тюрьмы, но это событие стало отправной точкой Кубинской революции. Сразу же за этими событиями последовали политические репрессии (см. статью Репрессии в период правления Батисты). В 1955 г. революционеры были амнистированы. 2 декабря 1956 г. новая группа революционеров высадилась с яхты «Гранма» на востоке острова и начала военные действия против правительства Батисты.
- 1 января 1959 года диктатор Батиста сбежал с Кубы. В тот момент повстанческие силы заняли город Санта-Клара в центре острова и контролировали большие участки местности на востоке, хотя столице непосредственная опасность не угрожала и в распоряжении Батисты оставались значительные военные силы. В условиях возникшего в результате бегства Батисты вакуума власти 1 января колонна повстанцев вступила в Гавану, где была встречена народным ликованием.

Фидель Кастро

В результате победы революции власть на Кубе получило правительство «левой» ориентации во главе с Фиделем Кастро, которое затем склонилось на путь строительства социализма. Правящей и единственной разрешённой партией страны является Коммунистическая партия Кубы. Правительство Фиделя Кастро провело аграрную реформу, национализацию промышленных активов, развернуло широкие социальные преобразования. Это вызвало недовольство части населения и произошла массовая эмиграция, главным образом в США, где создалась крупная диаспора оппонентов Кастро и его политики. Эмиграции также способствовал принятый в 1966 году Конгрессом США «Кубинский Акт», гарантирующий постоянное жительство любому кубинцу, прибывшему в США легально или нелегально.
Сразу же с революцией 1959 года начались политические репрессии (см. репрессии в период правления Кастро), в первую очередь направленные против деятелей свергнутого режима диктатора Батисты и агентов ЦРУ.
В 1960 национализированы крупные предприятия.
- 12-14 апреля 1961 года кубинские эмигранты при активной поддержке США высадили вооружённый десант в бухте Плайа-Хирон на южном побережье острова с целью в перспективе организовать массовое выступление и последующее свержение режима Ф.Кастро (1926—2016) против политики нового правительства, однако интервенция была быстро пресечена, Кубинская армия и милиция дали противнику серьёзный отпор, значительная часть нападавших была уничтожена, пленены — 1113 человек, а ожидавшийся социальный взрыв так и не произошёл. Впоследствии эмигрантские организации неоднократно организовывали террористические акты и маломасштабные десанты на Кубу, но без особых результатов.

В 1961 г. Соединённые Штаты Америки разорвали дипломатические отношения с Кубой.
В октябре 1962 г. Карибский кризис и блокада Кубы США едва не привели к Третьей Мировой войне. Ядерные боеголовки СССР на Острове Свободы были вывезены, отношения американского лидера Кеннеди и советского лидера Н. С. Хрущёва были накалены до предела.
В 1963 проведена аграрная реформа. Лидеру Фиделю Кастро присвоили звание Героя Советского Союза. Прилёт Кастро в Москву. В 1968 частные предприятия подверглись национализации.
9 октября 1967 г. на 40-м году жизни убит Эрнесто Че Гевара — один из ведущих сподвижников революции 1953-59 гг, друг Ф. Кастро.
В 1976 г. на Кубе была принята конституция.
С начала 1960-х годов по начало 1990-х Куба была союзником СССР и активно поддерживала марксистских повстанцев и марксистские правительства Латинской Америки (Пуэрто-Рико, Гватемалы, Сальвадора, Никарагуа, Панамы, Боливии, Перу, Бразилии, Аргентины, Чили), Африки (Эфиопия, Ангола) и Азии, а также проводила политику оказания помощи гуманитарного профиля различным странам мира. В конце 1980-х за рубежом в рамках военных и гуманитарных миссий находилось более 70 тыс. кубинцев. При этом СССР оказывал ей значительную финансовую, экономическую и политическую поддержку, зачастую выступая в качестве координатора внешней политики и определяя участие в тех или иных вооружённых конфликтах.
Кастро отрицательно отнёсся к политике Перестройки в СССР и даже запретил распространение на Кубе ряда советских изданий («Московские новости», «Новое время» и др.).

После распада СССР в 1991 г. экономическое положение Кубы существенно ухудшилось (в 1990—1993 годы ВВП уменьшился на 33 %), и аналитики предсказывали скорое падение правительства Кастро, однако к 1994 году ситуация в основном стабилизировалась.

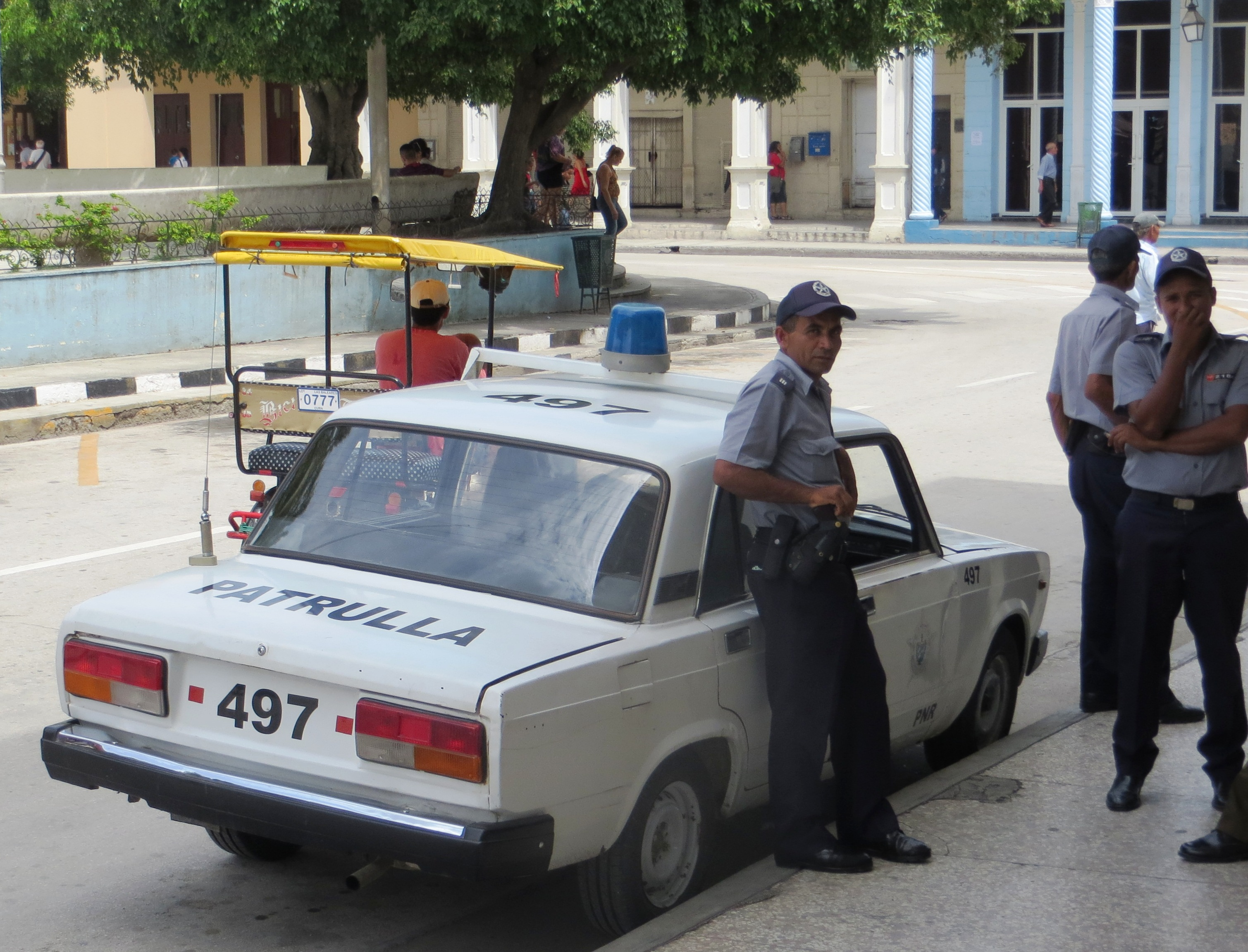
Полицейская машина Lada Riva в 2013 году

В 1998 г. в Гавану прибыл Папа Римский Иоанн Павел II.
19 февраля 2008 года через газету «Гранма» Фидель Кастро объявил об уходе в отставку с поста президента Госсовета и главнокомандующего кубинскими войсками. «Моим дорогим согражданам, которые оказали мне неизмеримую честь избрать меня членом Парламента, в котором будут приняты важнейшие для судьбы революции решения, я сообщаю, что не намереваюсь и не дам своего согласия на то, чтобы занять пост председателя Госсовета и Главнокомандующего», — говорится в обращении. Президентом Госсовета стал Мигель Диас-Канель.
25 ноября 2016 года после продолжительной болезни умер Фидель Кастро. Ему шёл 91-й год. Кресло Верховного Главнокомандующего занял его брат Рауль.
10 апреля 2019 года вступила в силу новая конституция страны, которая была принята на конституционном референдуме. Она устанавливает пост Президента Республики Куба, который баллотируется сроком на 5 лет с правом на переизбрание на второй срок, а также признаёт право граждан на частную собственность и занятие мелким бизнесом.
25 сентября 2022 года правительство Кубы одобрило референдум на поправки в семейный кодекс. В новой редакции были легализованы однополые браки, разрешено суррогатное материнство и усыновление детей лицами одного пола. В рамках национальной системы здравоохранения Кубы будут бесплатно предоставляться желающим трансгендерным людям гендерно-аффирмативные хирургические операции и гормональная терапия. Предложенные изменения были поддержаны правительством, но были подвергнуты критике со стороны консерваторов и некоторыми членами оппозиции.

## Административное деление
Куба является унитарным государством. Национальная территория в политико-административных целях до 2011 года делилась на 15 провинций и специальную муниципию остров Хувентуд, провинции делились на муниципии. 1 января 2011 вступило в силу решение о разделении провинции Гавана на провинции Артемиса и Маябеке, вследствие чего количество провинций увеличилось до 16. Провинции, в свою очередь, делятся на 169 муниципалитетов.

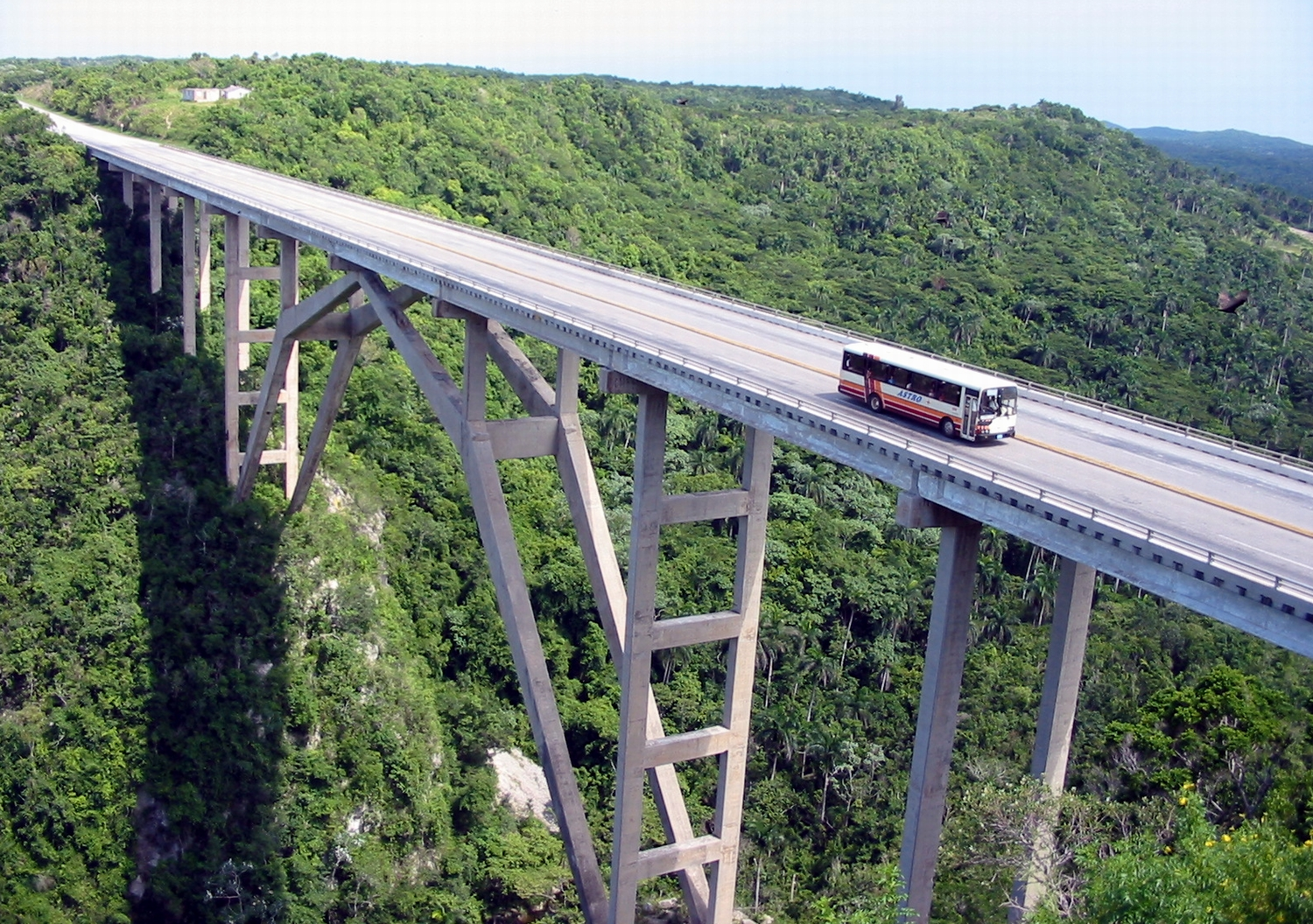
Мост на Кубе, соединяющий провинцию Матансас с провинцией Маябеке

| 1. Пинар-дель-Рио (исп. Pinar del Rio) 2. Артемиса (исп. Artemisa) 3. Город Гавана (исп. Ciudad de La Habana) 4. Маябеке (исп. Mayabeque) 5. Матансас (исп. Matanzas) | 1. Сьенфуэгос (исп. Cienfuegos) 2. Вилья-Клара (исп. Villa Clara) 3. Санкти-Спиритус (исп. Sancti Spíritus) 4. Сьего-де-Авила (исп. Ciego de Ávila) 5. Камагуэй (исп. Camagüey) | 1. Лас-Тунас (исп. Las Tunas) 2. Гранма (исп. Granma) 3. Ольгин (исп. Holguín) 4. Сантьяго-де-Куба (исп. Santiago de Cuba) 5. Гуантанамо (исп. Guantánamo) 6. Остров Хувентуд (исп. Isla de la Juventud) |

## Население

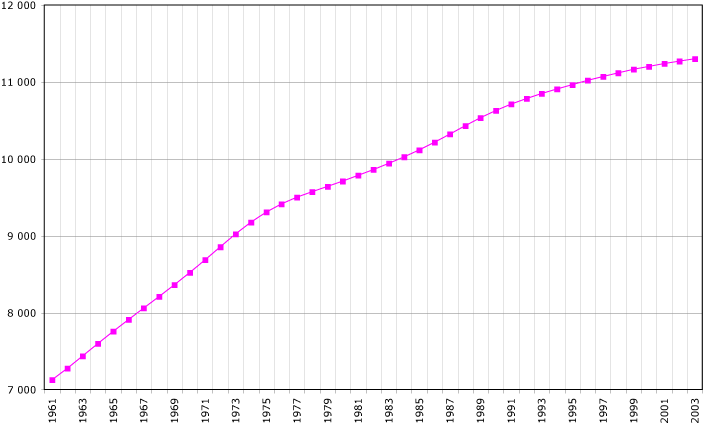
Демографическая кривая Кубы. Данные ФАО, 2005 год.

Кубинцы — народ смешанного происхождения. К моменту появления здесь испанцев Кубу населяли племена сибонеев, индейцев аравакской группы, гуанаханабеев и индейцев, переселившихся с Гаити. Но в результате испанской колонизации индейцы в своём большинстве были истреблены.
Так как испанским колонистам требовалось много рабочих рук, прежде всего для работы на плантациях, они начали ввозить рабов из Центральной Африки (в основном йоруба, ашанти, эве, конго). За 350 лет испанцами было ввезено более 1 миллиона африканских рабов, их потомки составляют 40 % населения. Кроме того, в небольших количествах ввозились рабы-индейцы из Юкатана, Центральной и Южной Америки. В этот же период из Испании прибыло 850 000 переселенцев-«гальего», в основном галисийцы, кастильцы, наваррцы, каталонцы, однако не все они остались жить на Кубе. С конца XVIII века сюда прибыл также большой поток французов с Гаити и Луизианы. Довольно интенсивный поток переселенцев был также из Германии, Италии и Британии.
3 июня 1847 года на остров были ввезены первые 200 китайцев, в дальнейшем, в период с 1853 по 1874 год из Азии были ввезены более 125 000 китайцев. На Кубе жило в 1900 году 84 000 китайцев. До сих пор в Гаване сохранился «Чайна-таун».
В начале XX столетия на Кубе осело много американцев, создавших свои колонии на острове Пинос. Очень сильные волны иммиграций на Кубу были во время и после Первой и Второй мировых войн, в первую очередь сюда переселялись евреи.
В 1953 году доля белого населения составляла 84 %, но затем уменьшилась, в основном, в результате эмиграции после революции.
Данные о расовом составе Кубы противоречивы. Согласно официальным данным переписи 2002 года, население Кубы состоит из белых — 65,1 % (7 271 926), мулатов — 24,8 % (2 778 923), чёрные — 10,1 % (1 126 894), 1 % — китайцы (113 828). По информации Института кубинских исследований при Университете Майами, 68 % кубинцев — чёрные и мулаты. Международная группа защиты прав меньшинств утверждает, что 51 % населения составляют мулаты.
По данным переписи населения, в сентябре 2012 года общая численность населения Кубы составляла 11 163 934 человек.

### Старение населения

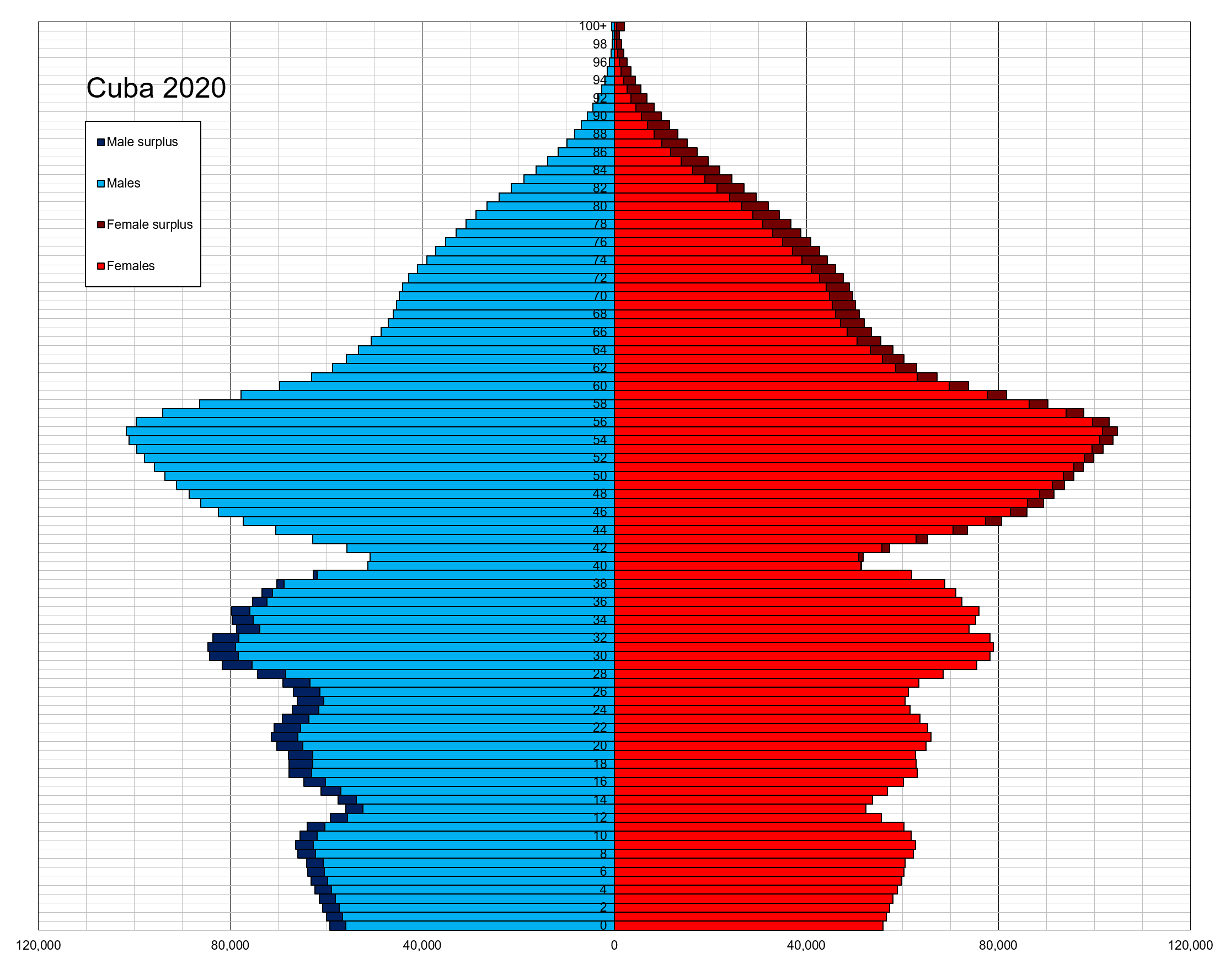
Возрастно-половая пирамида населения Кубы на 2020 год

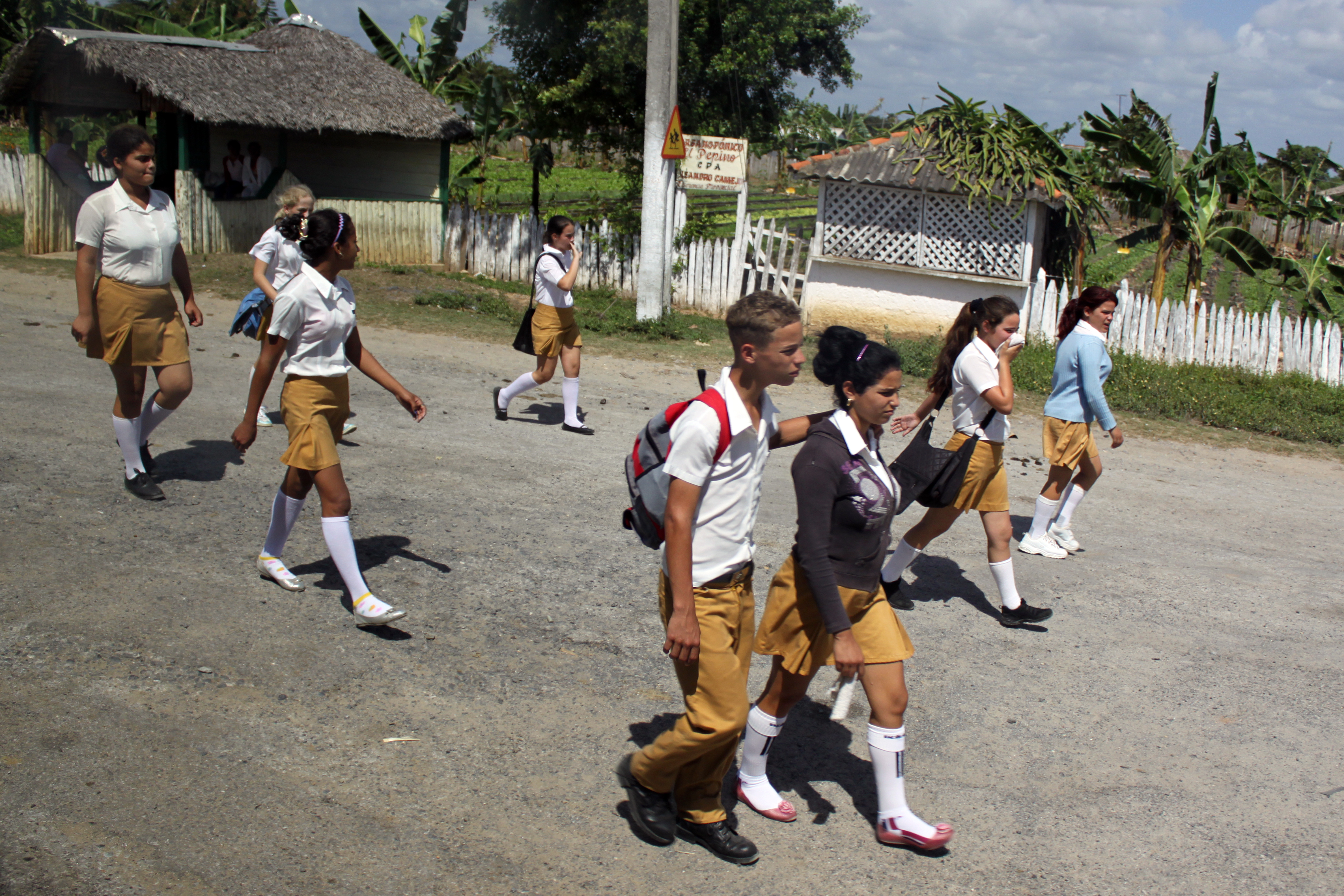
Кубинские школьники

Примерно до 1970 года Куба оставалась не только самым большим, но и самым населённым островом в Карибском бассейне, когда падение жизненного уровня и снижение «интереса к жизни» в результате установления диктатуры уже привело к сильному сокращению рождаемости (к 2020 году население Кубы стало в два раза меньше, чем у самого населённого соседнего острова). По сведениям британского журнала The Economist, Куба является единственной латиноамериканской страной, чьё население уменьшается. Старение населения Кубы также является наивысшим в регионе. По мнению The Economist, это происходит вследствие резкого снижения рождаемости. Так, среднее количество детей на одну женщину снизилось с пяти в 1963 до 1,9 в 1978 и 1,5 между 2004 и 2008. С другой стороны, хороший уровень здравоохранения привёл к росту количества пожилых людей. В результате этих процессов в 2008 году впервые в истории страны доля населения моложе 14 лет сравнялась с долей населения старше 60 лет — примерно по 18 % каждая. По мнению The Economist, это обстоятельство ставит под угрозу устойчивость пенсионной системы Кубы.

### Религия
На Кубе церковь отделена от государства. Конституция страны гарантирует населению свободу вероисповедания. Самая распространённая религия — католическая.

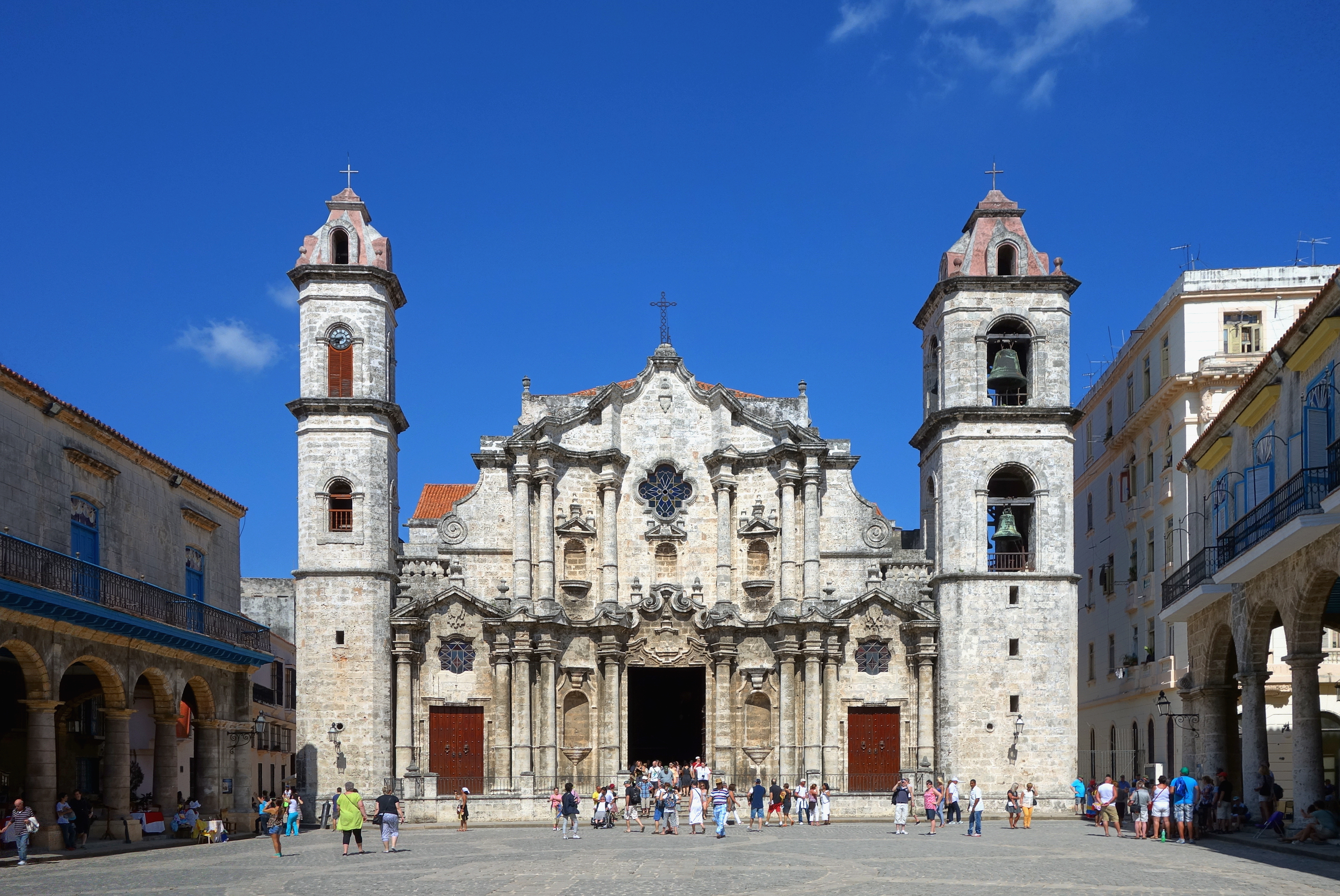
Кафедральный собор Гаваны

Католические церкви существуют по всей стране, ежедневно служатся мессы и проводятся торжественные службы в дни национальных или местных религиозных праздников. Членам кубинской коммунистической партии не запрещается посещать церкви. В стране также 96 000 членов религиозной организации Свидетелей Иеговы.
С прибытием на остров чернокожих рабов распространились различные верования африканского происхождения. Со временем из них сформировались основные течения, существующие и популярные до сих пор. Это — Ла-Регла-де-Оча-Ифа (исп. La Regla de Ocha-Ifá) или Сантерия (исп. Santería Cubana), Регла-Пало-Монте (исп. Regla Palo Monte) и Ла-Сосьедад-Секрета-Абакуа (исп. La Sociedad Secreta Abakuá), а также иные течения, которые в настоящее время исчезли либо находятся на грани исчезновения, например, Ла-Регла-Ийесса (исп. La Regla Iyessá) и Ла-Регла-Арара (исп. La Regla Arará). В результате исторического процесса также образовалась смесь из католических догм и африканских культов. Например, Пречистая Дева Милосердная из Кобре считается католиками покровительницей Кубы. В Сантерии она носит имя Очун.
В последние годы стали появляться протестантские церкви, особенно в провинциях. Официально признанные протестантские деноминации объединяет Совет церквей Кубы (основан в 1941, современное название с 1995).
От 16 до 47 % не причисляют себя ни к одной конфессии.
В Гаване действуют по одному приходу Русской православной церкви и Константинопольской православной церкви. 19 октября 2008 года в Гаване освящён первый на Кубе храм РПЦ — собор Казанской иконы Божией Матери.
См. также Ислам на Кубе

### Кубинская эмиграция

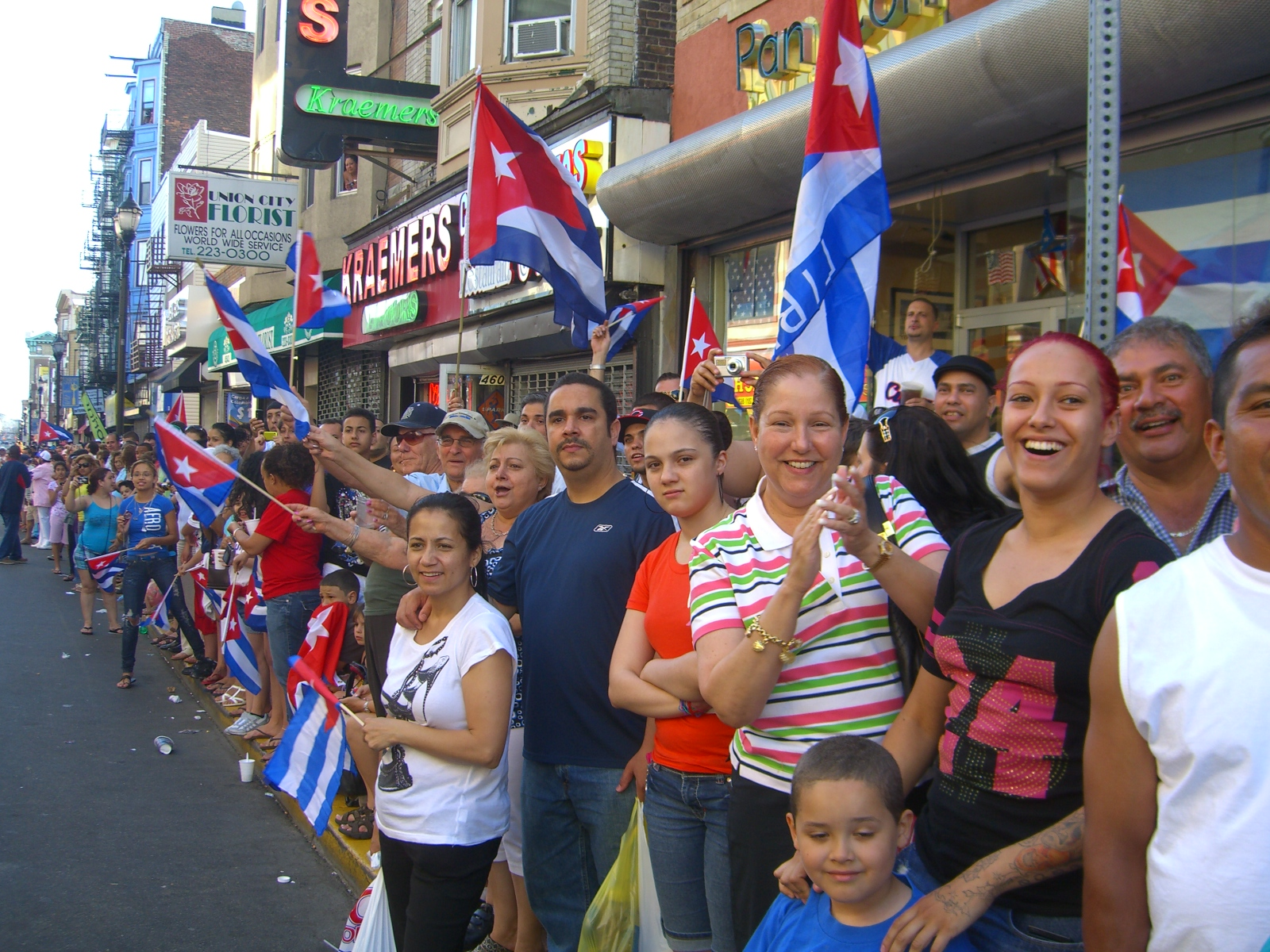
в Нью-Джерси

В основном, кубинцы бежали в США, поскольку президент Джон Кеннеди объявил, что «любой кубинец, ступивший хотя бы одной ногой на берег Соединённых Штатов, автоматически получает право на политическое убежище в этой стране». Теперь только в Майами в 150 километрах от Кубы проживает 1,5 миллиона кубинцев, создавших здесь «маленькую Кубу».
В 1965 году родственникам ранее покинувших Кубу кубинских эмигрантов был разрешён выезд из порта Камариока. За два месяца, пока порт был открыт, страну покинуло более 250 000 человек.
В 1980 году Фидель Кастро открыл для всех желающих эмигрировать с Кубы порт Мариэль.
16 октября 2012 года в Закон о миграции 1976 года были внесены изменения, которые вступили в силу 14 января 2013 года. Если раньше жителю Кубы для выезда требовалось специальное разрешение, так называемая выездная виза и для оформления документов на загранпоездку нужно было уплатить порядка 300 $), а такие категории граждан, как врачи, были «невыездными» в принципе, то с 14 января 2013 совершеннолетнему кубинцу для загранпоездки нужен лишь действительный паспорт, авиабилет и (в случае необходимости) виза страны назначения. Ограничения на выезд с Кубы оставлены лишь для известных спортсменов, «секретоносителей», подследственных, а также тех, чья профессия является «жизненно важной для государства». По сообщениям прессы, правительство Кубы надеется, что уехавшие граждане впоследствии вернутся на родину, получив новые навыки и привнеся деньги в экономику страны.
В целом, с 1959 года до января 2013 года из страны эмигрировало около 2 млн граждан Кубы, 86 % эмигрантов проживают в США.

## Государственное устройство
По форме правления Куба является социалистической республикой президентско-парламентского (с 2019 года) типа.

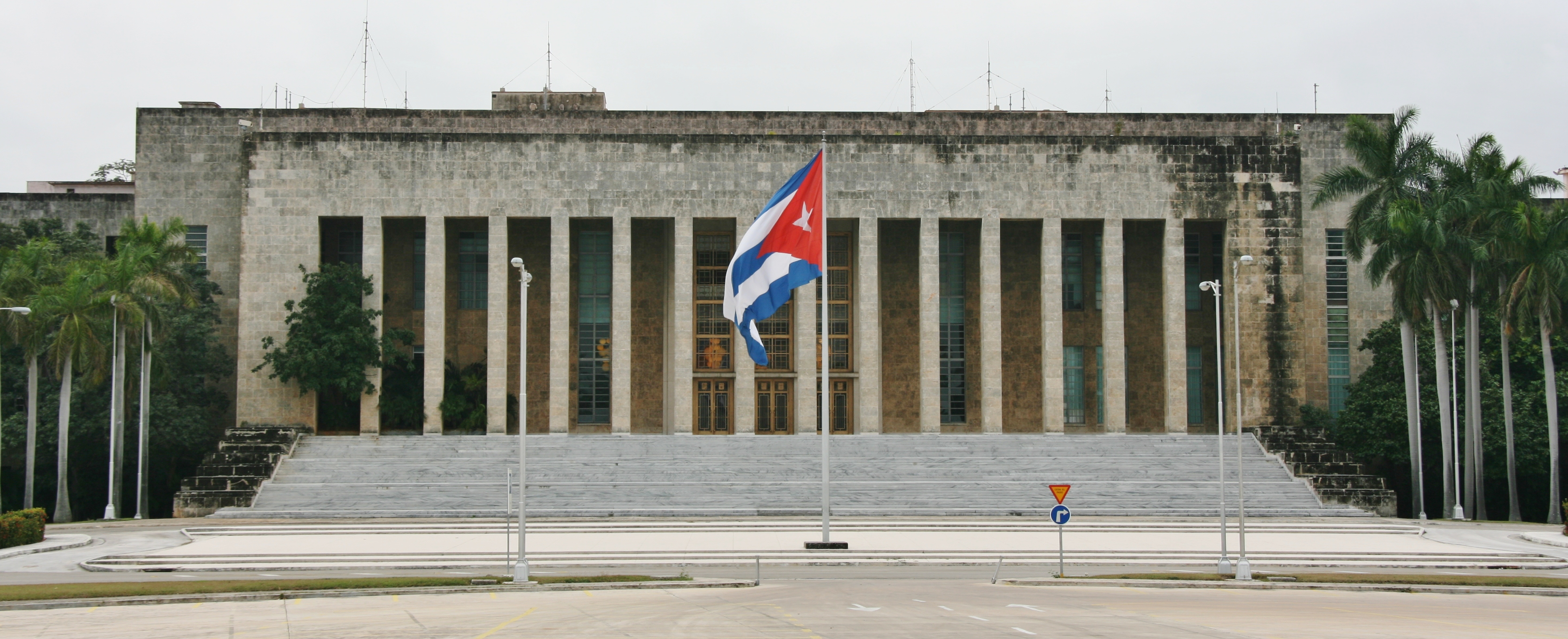
Здание центрального комитета Коммунистической партии Кубы

Коммунистическая партия Кубы, согласно Конституции (ст. 5), является руководящей силой кубинского государства. Все депутаты в парламенте представляют Коммунистическую партию Кубы. Исполнительную власть осуществляет президент (глава государства), который одновременно является первым секретарём ЦК Коммунистической партии Кубы.
Правительство состоит из Государственного совета и Совета министров. Правительство формируется однопалатным парламентом республики, называемым Национальной ассамблеей народной власти. Парламент также избирает президента. Таким образом, высшим органом государственной власти на Кубе является именно Национальная ассамблея.
Административно республика разделена на 16 провинций, в состав которых входят 169 муниципий. Одна из муниципий — Хувентуд — подчиняется непосредственно центральным органам власти, остальные — местным административным структурам.
Провинции, исходя из Конституции, являются промежуточным звеном между центральными государственными структурами и муниципалитетами. Высшей исполнительно-административной властью в провинциях обладает губернатор, избираемый делегатами муниципальных ассамблей по предложению Президента Кубинской Республики. Провинциальный совет является совещательным и коллегиальным органом, состоящим из губернатора и его заместителя, председателей и вице-председателей местных ассамблей народной власти, а также мэров муниципалитетов.
Муниципальная ассамблея народной власти является высшим органом власти на территории муниципиев и избирается населением. Исполнительно-административные органы муниципиев (Мэр, совет муниципальной администрации) назначаются муниципальной ассамблеей.
Вне политико-административного деления страны находятся народные советы, представляющие собой местные органы народной власти в городах, посёлках, кварталах, деревнях и сельской местности.

### Правовая система
Высшая судебная инстанция — Народный Верховный Суд, назначается Национальной Ассамблеей Народной власти, суды апелляционной инстанции — провинциальные суды, назначаются провинциальными ассамблеями народной власти, суды первой инстанции — муниципальные суды, назначаются муниципальными ассамблеями народной власти.

### Вооружённые силы

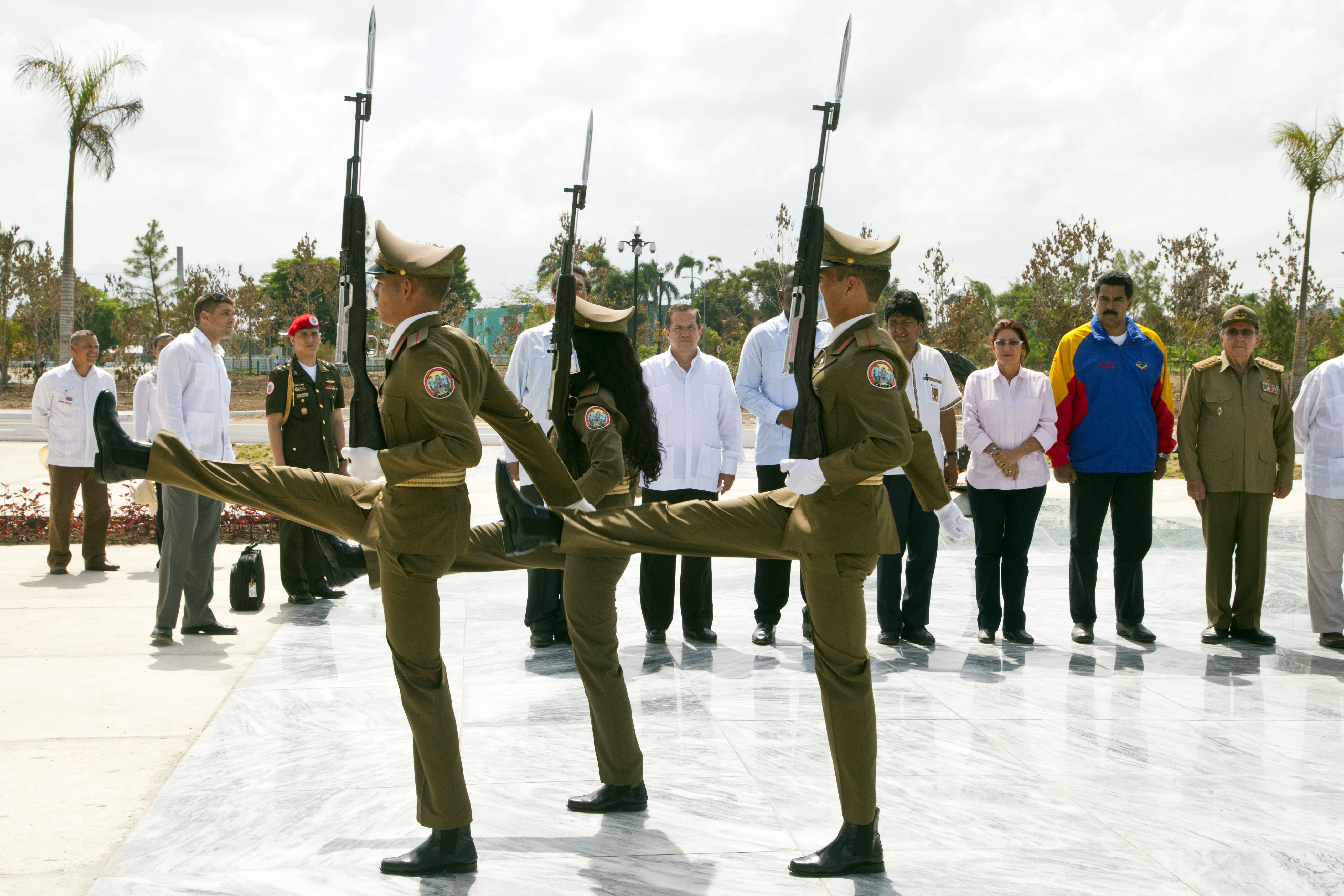
Караул у мавзолея Хосе Марти

Революционные вооружённые силы Кубы (Fuerzas Armadas Revolucionarias — FAR) являются основным вооружённым формированием Кубы, обеспечивающим её национальную оборону. Они включают три рода войск: сухопутные войска, Революционный военный флот и ВВС и ПВО.

## Внешняя политика
Самое масштабное сотрудничество на настоящее время осуществляется с Венесуэлой.

### Венесуэла
Базовый договор о сотрудничестве двух стран был подписан при Уго Чавесе в 2000 году. А уже в 2009 году в Венесуэле работали 98 тыс. кубинцев. В 2011 году из Венесуэлы на Кубу был протянут подводный кабель, обеспечивший остров Интернетом.

### Европейский союз
В 1993–2003 годах Евросоюз оказал Кубе небольшую поддержку порядка 145 млн евро (в том числе около 90 млн евро гуманитарной помощи). В 2003 году ЕС ввёл санкции против Гаваны, которые обязывали европейские страны в рамках «общей позиции» ограничивать правительственные двухсторонние визиты, сократить участие европейских государств в культурных связях с Кубой, предлагали активизировать контакты с оппозиционерами власти, приглашать кубинских диссидентов на мероприятия в свои посольства на Кубе и в других странах и так далее. Санкции были частично сняты в 2005 году, а в 2008 году отменены окончательно.

### СССР, Россия

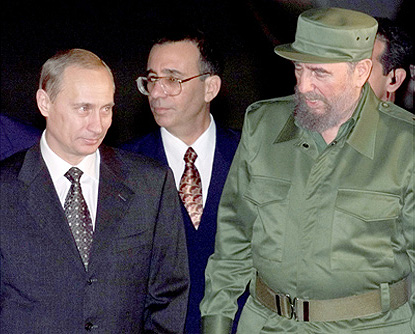
Президент России В. В. Путин и Фидель Кастро, 2000 г.

С самого начала революции на Кубе отношение руководства КПСС к новому кубинскому правительству было неоднозначным, в некотором смысле похожим на позицию относительно СФРЮ. Во-первых, ни братья Кастро, ни их сподвижники формально не были ленинцами. Их теоретическая база ограничивалась наследием Маркса и Энгельса. Во-вторых, среди прочего, Куба принципиально не входила в военные блоки. Высоко ценя свободу, Куба, начиная с Белградской конференции (Югославия, 1–6 сентября 1961), являлась одним из самых активных участников Движения неприсоединения. В СЭВ вступила лишь в 1972 году.

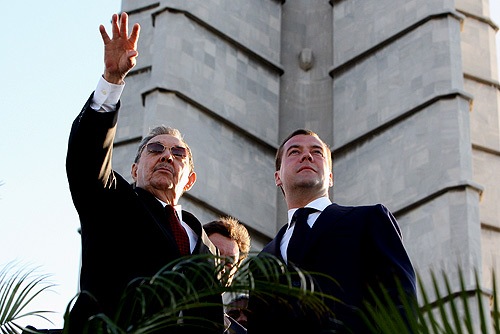
Рауль Кастро и Президент России Дмитрий Медведев (28 ноября 2008 года)

21 января 1964 года СССР и Куба подписали Долгосрочное соглашение о поставках в СССР сахара.
Отношения между Кубой и Россией изменились после распада СССР, что, в частности, было вызвано прекращением экономической помощи Кубе и сокращением советского военного присутствия на острове. Советские военные базы были размещены здесь в начале 1960 годов. Их существование основывалось на договорённости между советским и американским руководством, достигнутой после «карибского кризиса» в 1962 году.
В 2001 году на Кубе была закрыта последняя военная база России и выведены все российские войска. В последнее время, начиная с ноября 2008 года наблюдается возрождение интереса к построению отношений между Россией и Кубой, носящих экономический, политический, научный и социальный характер.
В 2014 году Россия списала 31,7 млрд $ долга Кубе.

### Соединённые Штаты Америки
США принадлежит военная база Гуантанамо, расположенная на территории юго-восточной Кубы, занятой США по договору 1901 года, заключённому на 100 лет. Однако в 2001 году американцы отказались покинуть кубинскую территорию. И в январе 2002 год на базе США была создана тюрьма для подозреваемых в международном терроризме, куда из Афганистана были доставлены первые 20 человек, обвиняемые в участии в боевых действиях на стороне талибов.
С 1961 года США был введён режим эмбарго в отношении Кубы, любые связи с Кубой были запрещены, санкции США против Кубы продолжают действовать; эту блокаду регулярно осуждает Генеральная Ассамблея ООН.
В 1962 году министерство обороны США спланировало операцию «Нортвудс», целью которой была подготовка американского общественного мнения к вооружённому вторжению на Кубу и свержение правительства Фиделя Кастро. Операция была частью разработанной правительством США по инициативе президента Джона Кеннеди операции «Мангуст», направленной против Кубы, и предполагала осуществление террористических акций с мнимыми и/или реальными жертвами на территории США, Кубы и других стран, включая угон самолётов, имитация враждебных действий под чужим флагом, организованные государством акты террора. Однако Кеннеди отклонил проект.
16 декабря 1977 года в Вашингтоне был подписан договор, устанавливающий морскую границу между Кубой и США.
В 2001 году в США были приговорены к длительным срокам тюремного заключения пятеро кубинских агентов («Кубинская пятёрка»). По их словам, они передавали информацию о готовящихся терактах против Кубы.

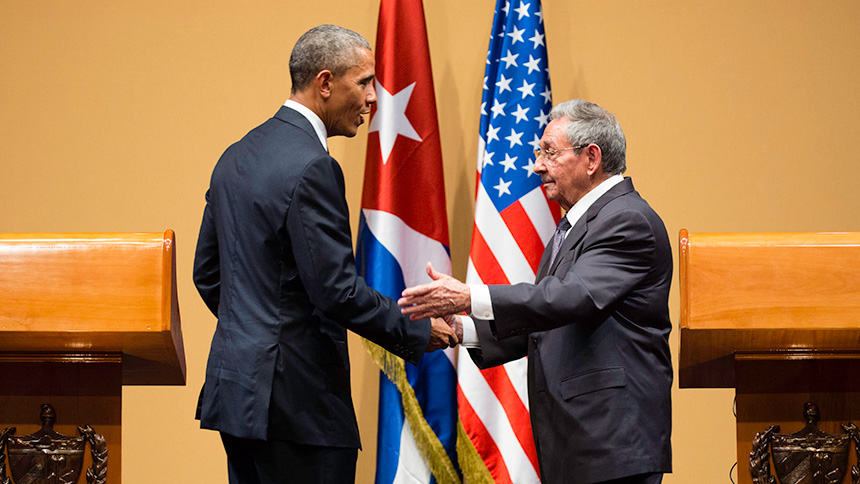
Президент США Барак Обама и Рауль Кастро

В 2006 году при Госдепартаменте США создан комитет, в задачи которого входит разработка политики США в отношении Кубы в случае смерти Фиделя Кастро.
17 декабря 2014 года президент США Барак Обама и председатель Государственного совета Кубы Рауль Кастро объявили о возобновлении дипломатических отношений, прерванных в 1961 году.
21 марта 2016 года президент США Барак Обама совершил официальный визит на Кубу, в ходе которого он провёл консультации с председателем Государственного совета и Совета министров Кубы Раулем Кастро. Барак Обама стал первым с 1928 года президентом США, посетившим Кубу.

### Участие в международных организациях
Куба является членом ВТО. Принимает участие в международных соглашениях — в Нью-Йоркской конвенции о международном арбитраже, Парижской конвенции и Мадридском протоколе. Входит в международную организацию стран АКТ.

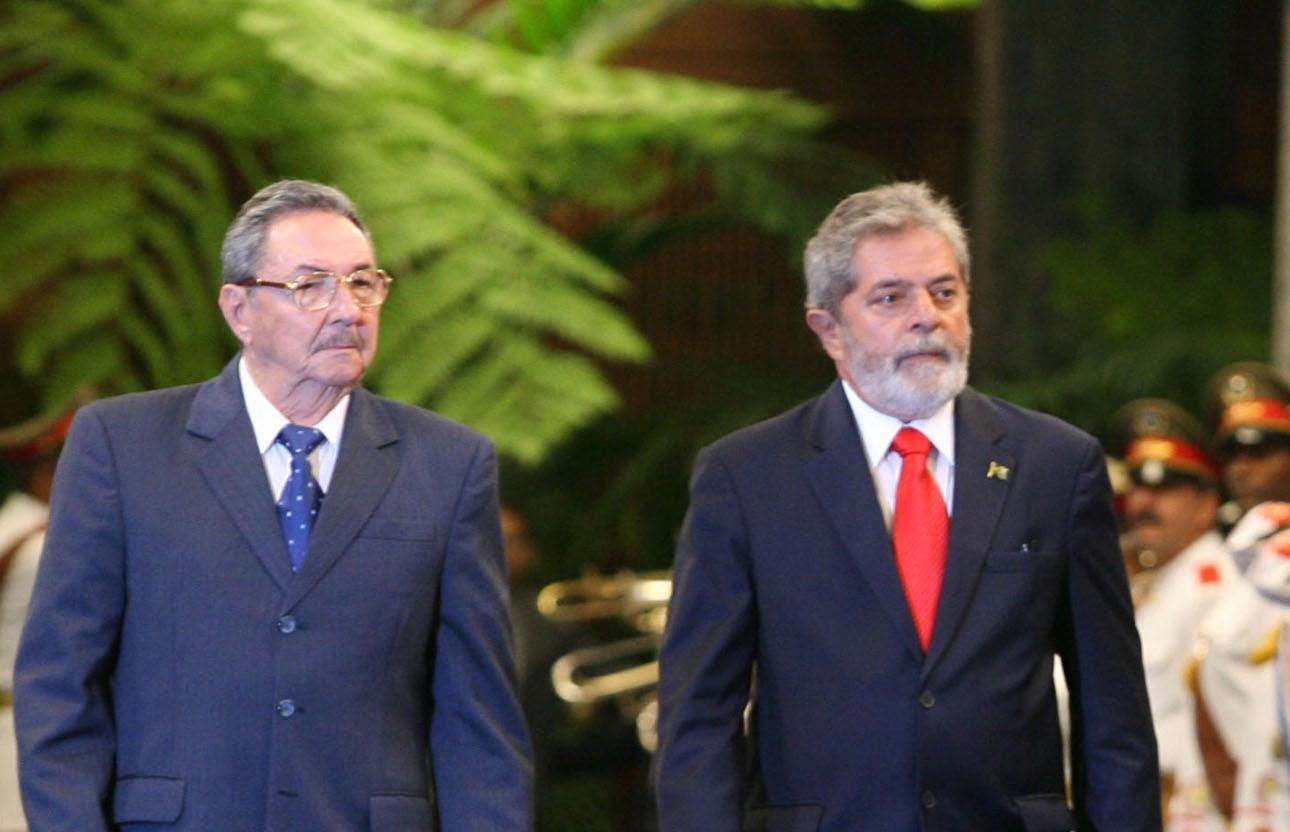
Рауль Кастро и Лула да Силва

### Международные социальные программы
В период с 1992 года до 1 декабря 2011 года на Кубе прошли лечение 24 тыс. детей с Украины, пострадавших в результате аварии на Чернобыльской АЭС. Стоимость оказанной детям медицинской помощи составляет более 400 млн долларов, но кубинская сторона выполнила лечение бесплатно, украинская сторона оплачивала только перелёт детей.
Кубинская программа «Операция Чудо» представляет собой оказание доступной медицинской помощи тяжелобольным людям с низким достатком, в её рамках в 16 странах работают 63 офтальмологических центра, 84 хирургических пункта, в них занят 821 кубинский специалист, к настоящему моменту в странах Латинской Америки по этой программе уже прооперировали более 2 млн человек.
Другая программа, «Да, я могу», направлена на ликвидацию безграмотности в 28 странах Латинской Америки, с её помощью более 5 млн человек научились читать и писать. Сегодня проект работает в 19 странах, в нём заняты более 690 специалистов. Благодаря программе «Да, я могу» Венесуэла, Боливия и Никарагуа объявлены территориями, свободными от неграмотности.

## Экономика

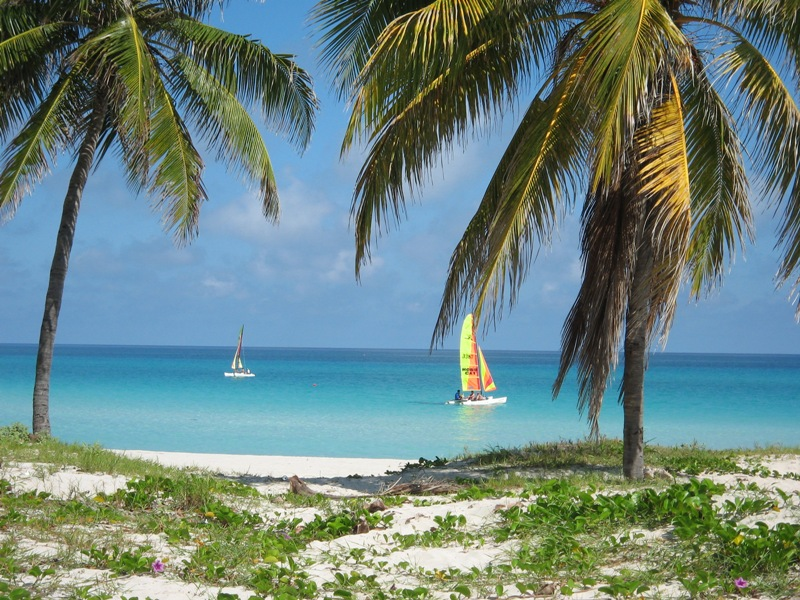
Пляж на Кубе у города Варадеро

До 1960 года Куба была самым экономически успешным районом в Карибском регионе (даже по сравнению с входящими в США Пуэрто-Рико и удалёнными островами-территориями западно-европейских стран). В период после революции 1960 года колоссальный ущерб экономическому развитию Кубы нанёс экономический бойкот, установленный правительством США, разрыв экономических связей с США. 13 марта 1968 года правительство начало «революционное наступление» и объявило о конфискации всех предприятий, которые всё ещё находились в руках частных владельцев. По официальным данным правительства Кубы, по состоянию на начало декабря 2010 года прямой ущерб от экономического бойкота составил 104 млрд долларов США (а с учётом обесценивания доллара по отношению к золоту в период после 1961 года — 975 млрд долларов США). 

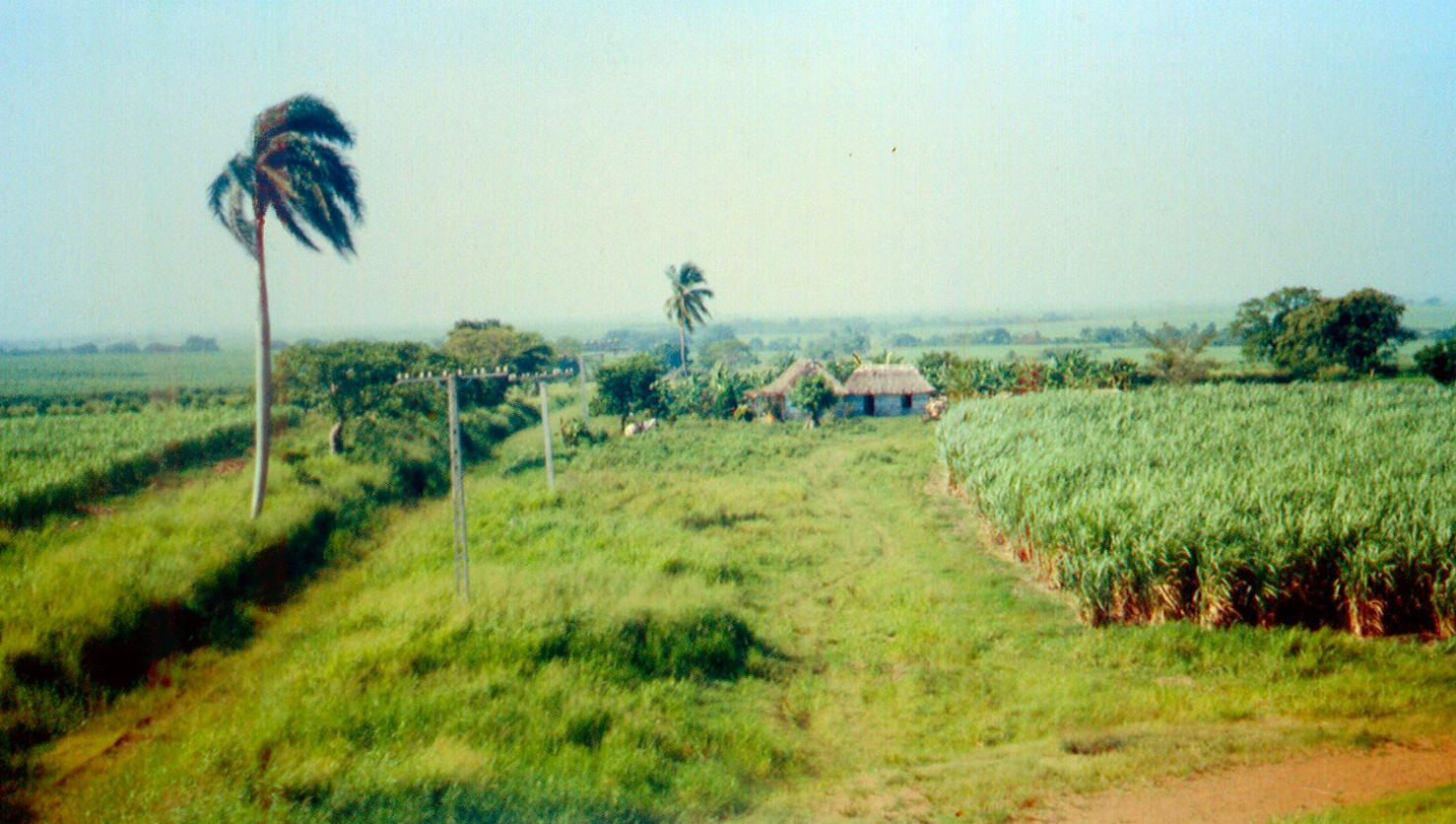
Плантации сахарного тростника

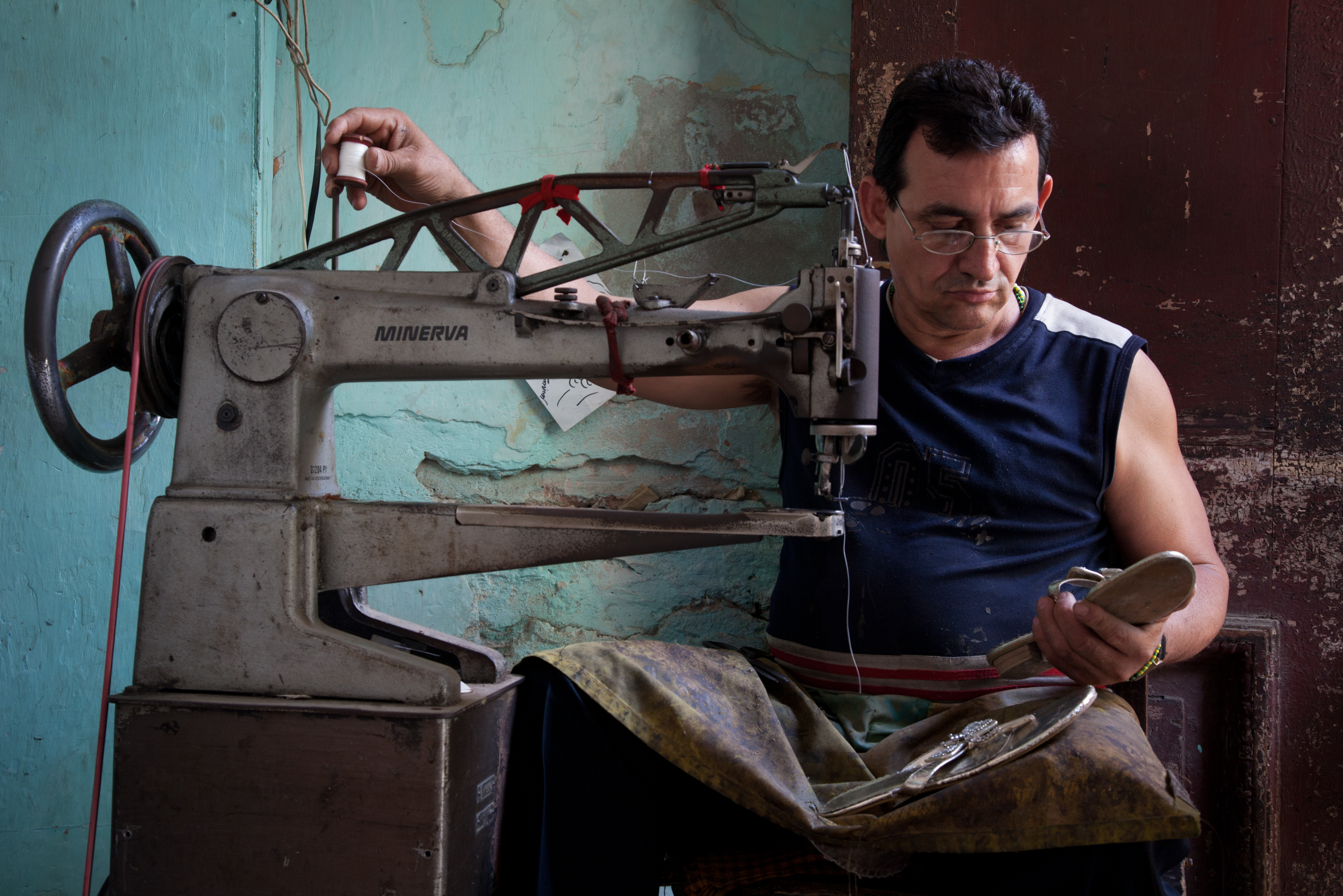
Гавана

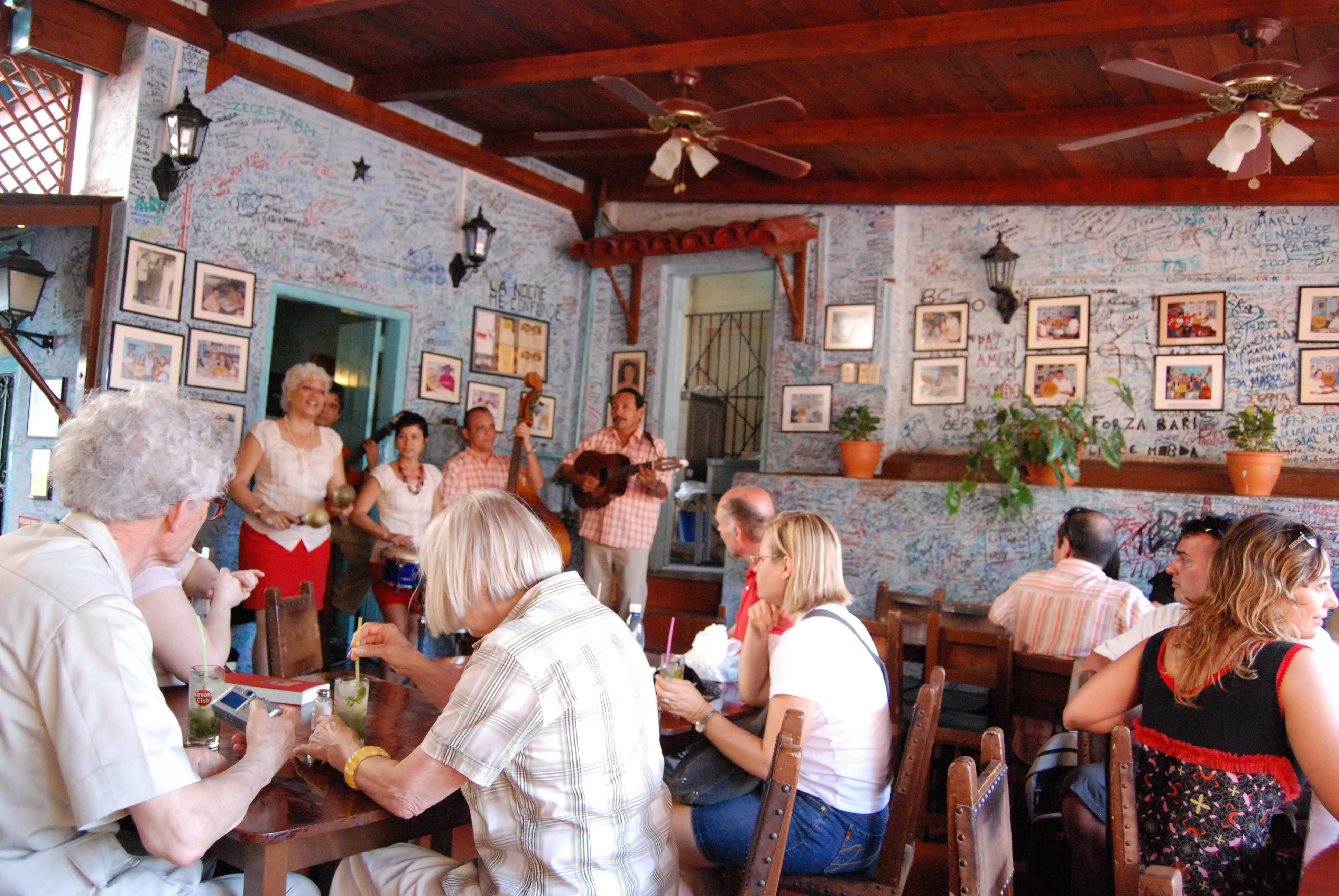

Куба занимает 4–5 место среди стран Латинской Америки (стои́т выше Бразилии) и 67 место в мире по классификации ООН по уровню человеческого развития.
Существуют различные точки зрения относительно уровня развития Кубы до революции. Согласно ряду источников, по уровню ВНП на душу населения Куба была впереди Испании и Японии того времени. Робин Блэкбёрн также писал, что Куба была одной из богатейших стран в категории слаборазвитых. Профессор Морис Гальперин, работавший на Кубе непосредственно после революции, возражал против применения к предреволюционной Кубе термина «слаборазвитая», вызывающего, по его словам, ложные ассоциации с действительно отсталыми странами, и предлагал называть её «среднеразвитой». С другой стороны, Groningen Growth and Development Centre, проведя собственные ретроспективные расчёты по особой методике, получили данные, утверждающие, что Куба в 1958 г. уступала этим странам и ряду латиноамериканских.
| Источник          | Robin Blackburn | Humberto (Bert) Corzo | NationMaster | Angus Maddison       | Angus Maddison       | Angus Maddison       |
| ----------------- | --------------- | --------------------- | ------------ | -------------------- | -------------------- | -------------------- |
| Единицы измерения | доллары США     | доллары США по ППС    | доллары США  | доллары Geary-Khamis | доллары Geary-Khamis | доллары Geary-Khamis |
| Год               | 1953—1954       | 1958                  | 1960         | 1960                 | 1953                 | 1960                 |
| Куба              | 360             | 356                   | 4399         | 1900                 | 2363                 | 2052                 |
| Испания           | 250             | 180                   | 396          | 396                  | 2528                 | 3150                 |
| Мексика           |                 | 284                   | 353          | 353                  | 2439                 | 3025                 |
| Чили              |                 | 360                   | 551          | 551                  | 4112                 | 4392                 |
| Коста-Рика        |                 | 230                   | 381          | 381                  | 2353                 | 2605                 |
| Япония            | 254             |                       | 471          | 471                  | 2474                 | 3289                 |
| США               |                 |                       | 2881         | 2793                 | 10 613               | 11 328               |

Согласно статистике, в 1951 году на Кубе было 122 тысячи автомобилей на 5,5 млн населения, то есть 1 автомобиль на 41 человека. При этом, по мнению авторов Area Handbook for Cuba, «это все как факт не имеет никакого значения, поскольку было де-факто две Кубы, в одной элита жила прекрасно и комфортабельно, а в другой самые необходимые для жизни вещи было не достать».

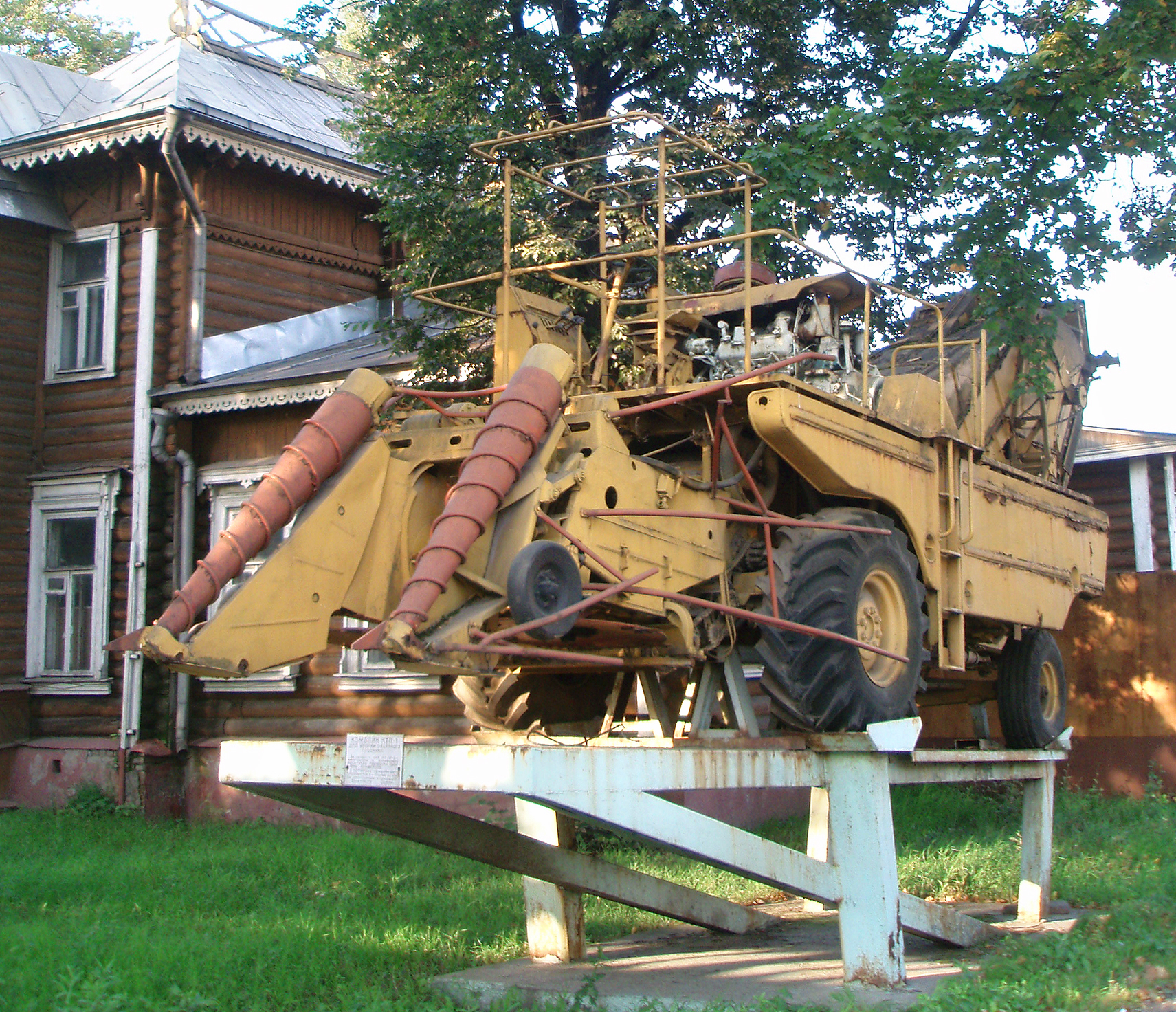
Комбайн КТП-1 для механизированной уборки сахарного тростника, разработанный на Люберецком заводе сельскохозяйственного машиностроения им. А. В. Ухтомского во второй половине 1970-х годов для работы на Кубе и впоследствии выпускавшийся по лицензии в городе Ольгин.

В 1960 году была проведена массированная национализация частного сектора. В настоящее время Куба имеет одну из самых огосударствленных экономик в мире. Во второй половине 1960-х гг. правительство пыталось отказаться от централизованного планирования в пользу отраслевого планирования. Проводились широкие эксперименты с моральным стимулированием труда и применением немонетизированного обязательного труда. Падение уровня производства и уклонение от работы заставили вернуться к централизованному планированию по советскому образцу. В 1970-х — 80-х гг. с помощью стран социалистического блока на Кубе создаётся основа индустрии.
После распада СССР произошло сокращение закупок кубинского сахара и прекращение экономической помощи. За 1989—1993 гг. ВВП Кубы сократился на треть. Экономического краха удалось избежать, приоткрыв страну для иностранных инвестиций в индустрию и туризм.
По данным справочника ЦРУ, в 2017 году реальный рост ВВП составил 1,6 %.
Основной отраслью кубинской экономики является сахарная промышленность. Мощности сахарных заводов Кубы способны переработать в сутки 670 тыс. т сахарного тростника (производство 9—9,5 млн т сахара в год). В прошлом отрасль развивалась экстенсивно благодаря поддержке СЭВ.
Кубинское правительство с целью привлечения иностранных инвестиций создаёт свободные экономические зоны (СЭЗ). В 1996 г. принят закон о порядке создания и функционирования свободных экономических зон. Срок действия концессии на право деятельности в СЭЗ — 50 лет. В 1997 г. начали действовать три СЭЗ (Мариэль, Город Гавана и Вахай).

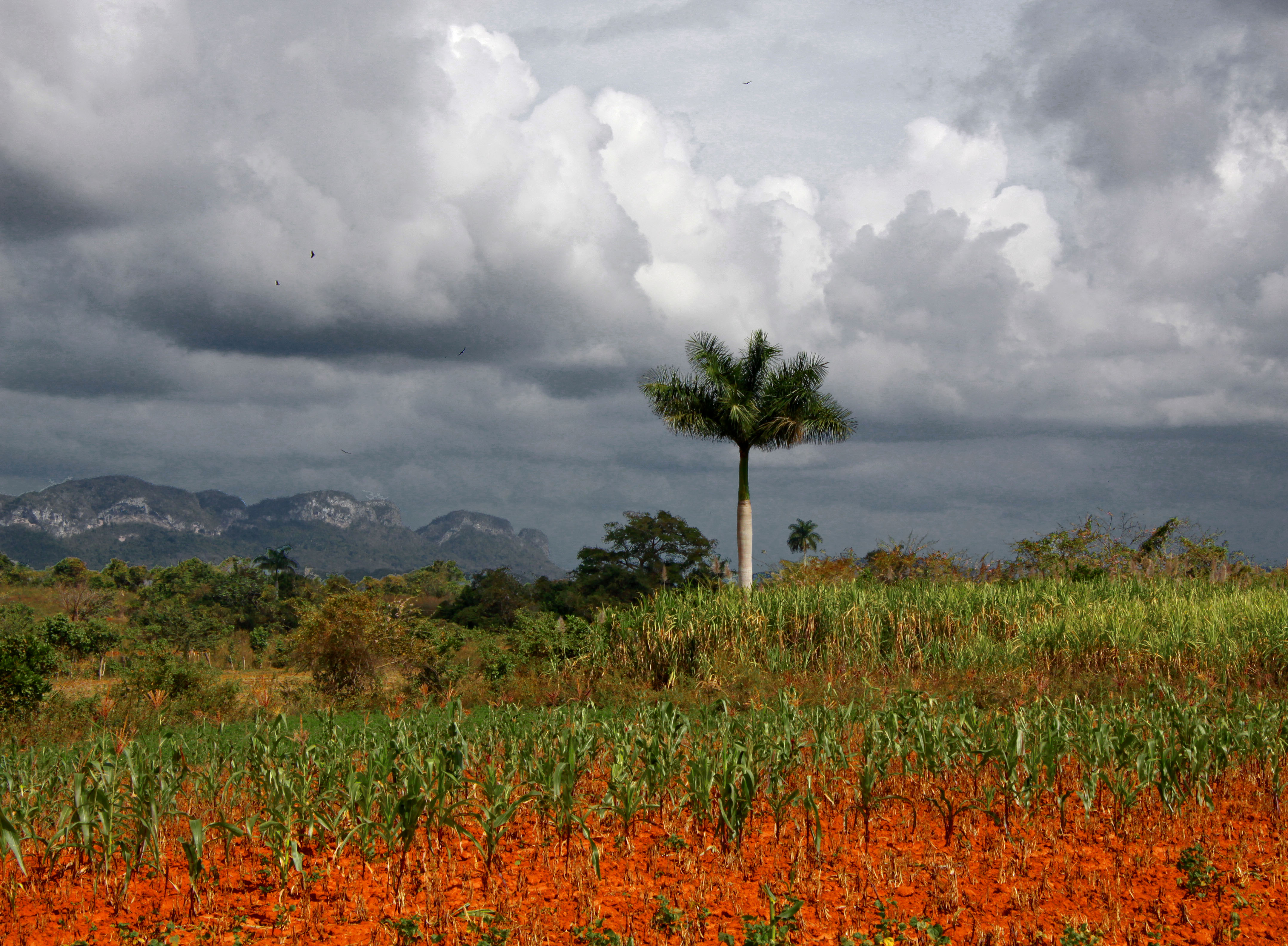
Поле, засеянное табаком

Экспортирует (2,63 млрд долл. в 2017) — сахар, никель, табак, морепродукты, медицинские товары, цитрусовые, кофе. Основные партнёры по экспорту — Венесуэла (17,8 %); Испания (12,2 %); Россия (7,9 %); Ливан (6,1 %); Индонезия (4,5 %); Германия (4,3 %).
В ноябре 2004 года в ходе визита на Кубу председателя КНР Ху Цзиньтао была достигнута договорённость о том, что Китай инвестирует 500 млн долларов в никелевую промышленность Кубы. В январе 2008 года посетившие Кубу президент Бразилии Лула да Силва и глава государственной нефтяной компании Petrobras Жозе Сержио Габриелли заявили о намерении инвестировать 500 млн долларов в разведку кубинских месторождений углеводородов в Мексиканском заливе и строительство на Кубе завода по производству технических масел.

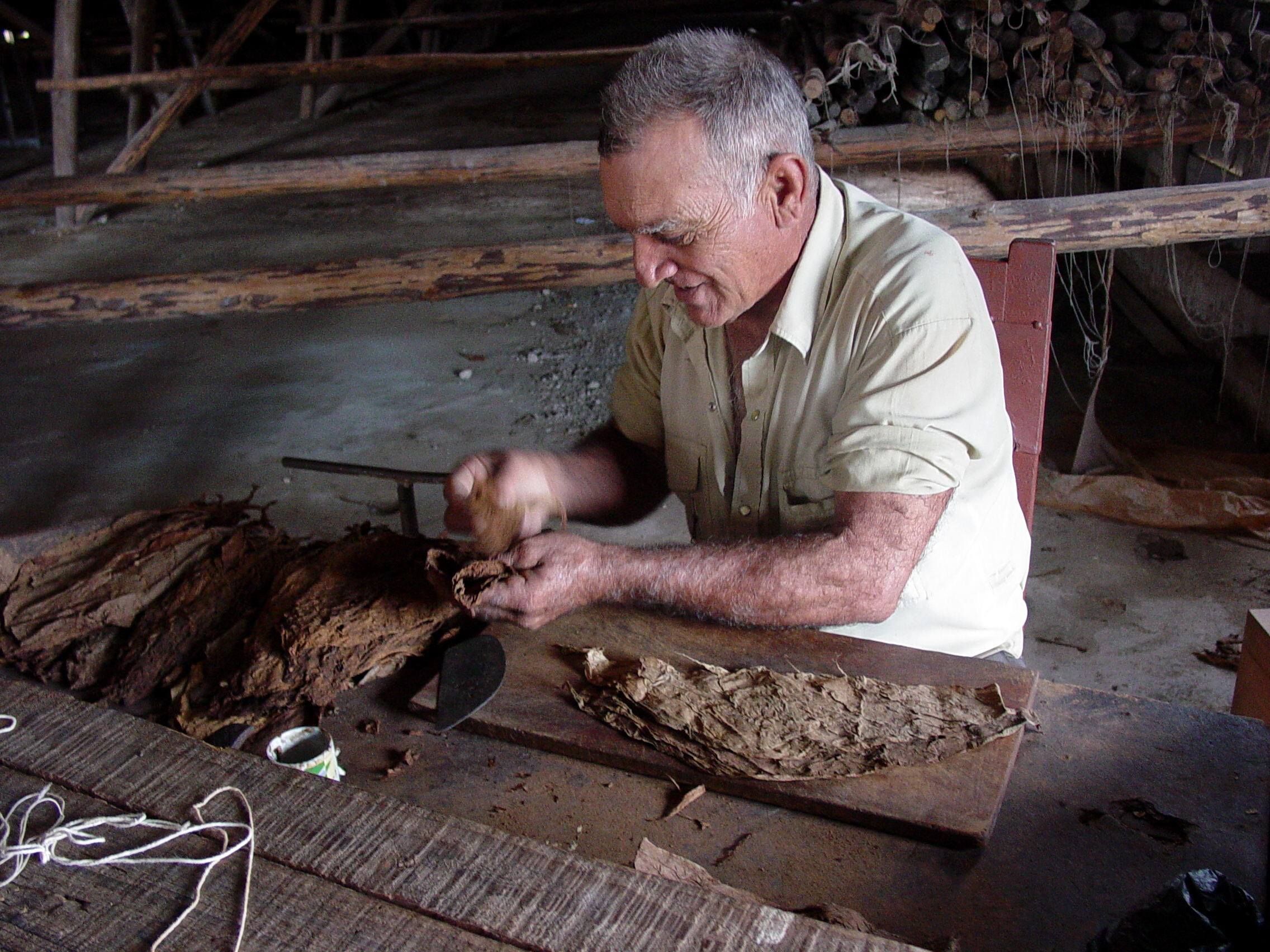
Кубинские сигары

Куба импортирует (11,06 млрд долл. в 2017) — нефтепродукты, продовольствие, промышленное оборудование, химические продукты. Основные партнёры по импорту — Китай (22 %); Испания (14 %); Россия (5 %); Бразилия (5 %); Мексика (4,9 %); Италия (4,8 %); США (4,5 %). Собственное производство промышленных товаров на Кубе незначительно, а те, что выпускаются, имеют низкое качество.
Важную роль во внешней торговле Кубы играет Венесуэла, которая в обмен на услуги кубинских врачей, учителей и тренеров снабжает Гавану дешёвой нефтью по программе «Петрокарибе» (часть нефти потом перепродаётся кубинскими властями). В 2011 году товарооборот между двумя странами достиг 8,3 млрд долларов. На начало 2013 года действовали 36 кубинско-венесуэльских предприятий в сфере энергетики, транспорта, коммуникаций, туризма, сельского хозяйства, строительства, добывающей промышленности.
Банковская система Кубы состоит из Центрального банка Кубы, 8 коммерческих банков, 13 небанковских финансовых учреждений, 13 представительств иностранных банков и 4 представительств иностранных финансовых организаций. На Кубе существует 2 вида валюты. Граждане Кубы получают чёрно-белые кубинские песо, иностранцы при обмене валюты получают цветные (конвертируемые) песо. Западные средства массовой информации сообщали о валютных махинациях высшего кубинского руководства и семьи Ф. Кастро.
C 1962 года на Кубе действует карточная система, продукты выдаются по единым для всей страны нормам. По оценке кубинских специалистов, в настоящее время за счёт продуктов, распределяемых по карточкам, население получает от 40 до 54 процентов минимально необходимых калорий. Молоко бесплатно выдаётся государством детям до 6-ти лет или приобретается населением на рынке. В течение всех послереволюционных лет на Кубе существовал чёрный рынок. Целый ряд товаров, распределение которых по карточкам осуществляется нерегулярно или предназначено лишь для льготников, по-прежнему приобретается на чёрном рынке.
В 2008 году жителям Кубы было разрешено покупать сотовые телефоны, компьютеры и DVD-плееры, а также телевизоры с диагональю 19 и 24 дюйма, электрические скороварки и электровелосипеды, автомобильную сигнализацию и микроволновые печи (но только за конвертируемую валюту).
Средняя месячная зарплата на Кубе на январь 2011 г. составляла 300—350 песо (23—25 песо за доллар). Однако внутренние цены на производимые внутри страны товары могут существенно отличаться от среднемировых. Есть развитая система бесплатных услуг и государственных пособий. Например, выдаётся бесплатная одежда рабочим. Действует система бесплатной медицинской помощи, бесплатного среднего и высшего образования.

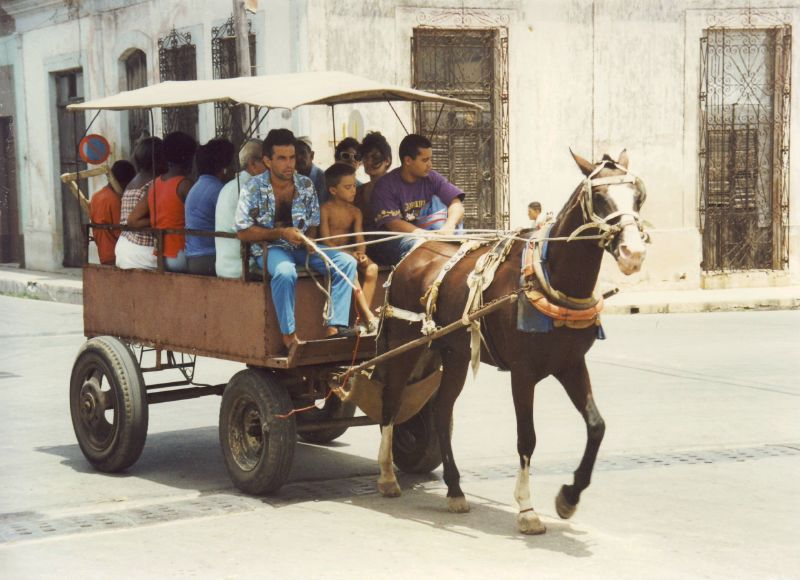
Варадеро, 1994 год

### Реформа 2010
В октябре 2010 года правительство страны значительно увеличило число разрешённых видов предпринимательской деятельности, приняв законодательные и нормативные акты, регулирующие частный бизнес. 
Президент Кубы Рауль Кастро обратился к согражданам с призывом поддержать его радикальную программу экономических перемен, заявив, что «будущее революции висит на волоске». По его словам, реформы, предусматривающие значительное увеличение роли частного предпринимательства, направлены на спасение социалистического строя, а не на возврат к капитализму. Р. Кастро отметил, что правящая коммунистическая партия должна исправить свои прошлые ошибки и отказаться от отрицательного отношения к мелкому частному бизнесу.

### Частный бизнес
В конце мая 2016 года власти Кубы объявили о легализации частных предприятий малого и среднего бизнеса.

## Здравоохранение

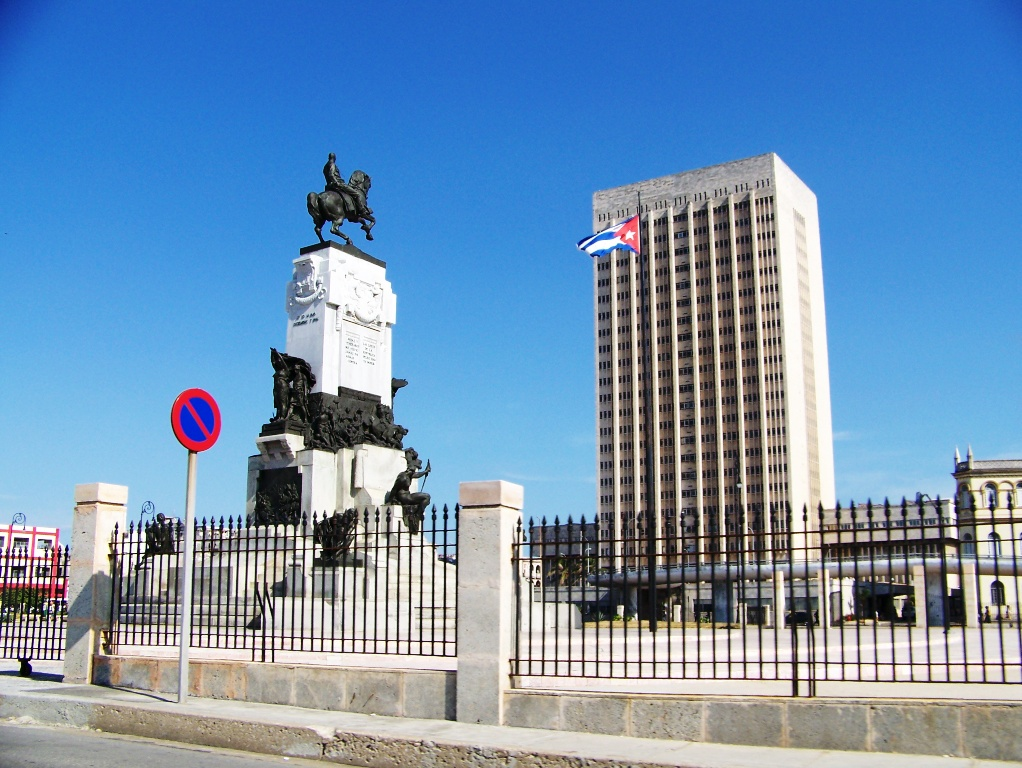
Госпиталь Hermanos Ameijeiras - крупнейшее медицинское учреждение на Кубе

Накануне революции на Кубе было 6 тыс. врачей, то есть 1 врач на 1 000 человек, что равнялось показателям Франции. Однако, в отличие от развитых стран, на Кубе отсутствовала система медицинского страхования и дешёвой или бесплатной социальной медицины. Поэтому, например, уровень детской смертности составлял 100–110 детей на 1 000 чел., что соответствовало уровню наиболее отсталых стран Западной Европы — Испании и довоенной Италии.
Сразу же после революции около 3 тысяч врачей покинуло страну. Однако этот недостаток был восполнен за счёт организации системы медицинского образования.
В настоящее время Куба имеет самый низкий уровень младенческой смертности среди стран американского континента (за исключением Канады). Все виды медицинской помощи являются бесплатными.
На 2007 год профессия врача являлась самой популярной профессией на Кубе, всего на тот же год в стране насчитывалось около 70 тысяч дипломированных врачей.
Эмбарго со стороны США мешает ввозу лекарств и медицинских приборов на Кубу. По оценке ЦРУ за 2010 год, средняя ожидаемая продолжительность жизни на Кубе составляет 77,64 лет.
Бюджетные траты на здравоохранение: 5,5 % от ВВП (2004).

## Образование и наука

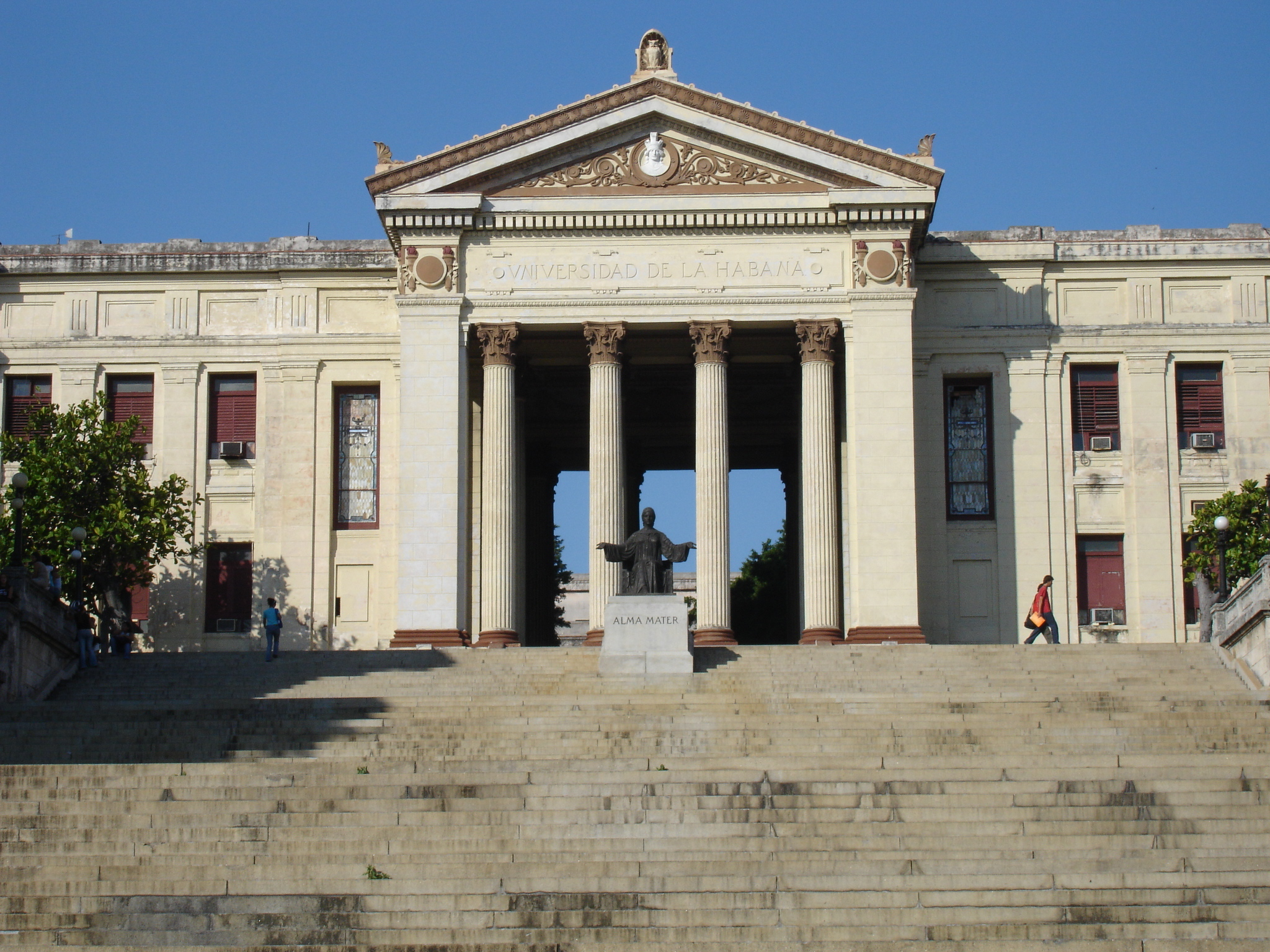
Гаванский университет

С начала XX века существовала система государственного бесплатного 9-классного элементарного образования для детей от 6 до 14 лет (девятый класс был необязательным, остальные обязательны).
В 1932 году начальные школы (государственные и церковные) посещало 90 % детей школьного возраста.
В 1951 году неграмотными являлись 22 % взрослого населения.
В 1961 году началась массированная кампания по ликвидации неграмотности. В результате в 1980 году число неграмотных составляло лишь 2 %, а в 1990 году Куба стала страной сплошной грамотности. Была создана общедоступная средняя и высшая школа. В течение 1960-х годов число учащихся выросло вдвое (с 717 тыс. до 1,5 млн) при росте населения на 1–2 % в год. Всего, считая все стадии образования, число людей, охваченных ими, выросло в три раза.
После победы кубинской революции 1959 года образование является бесплатным на всех ступенях (с начальных классов до высших учебных заведений), это закреплено в конституции страны. Девятиклассное образование является обязательным (средним является 12-классное образование).
Школьники бесплатно обеспечиваются школьными принадлежностями и формой, а в школах-интернатах — бесплатным питанием и предметами первой необходимости. Дети из неблагополучных и неполных семей получают поддержку и материальную помощь для обеспечения равных условий учёбы.
Для студентов, поступивших сразу после окончания средней школы, предназначено дневное отделение вуза, для работающих студентов — вечернее и заочное. Всем выпускникам начальной, средней, полной средней школы и техникумов гарантирована возможность продолжать учёбу, а выпускникам высших учебных заведений гарантировано право на работу.
По состоянию на начало 2006 года, на Кубе действовали Академия наук (создана в 1962 году), 4 университета (Гаванский университет, Аграрный университет Гаваны и др.) и 47 образовательных учреждений высшего и средне-специального образования.
Основным высшим учебным заведением страны является Гаванский университет, расположенный в разных частях столицы. До 1999 года там преподавался и русский язык как основной иностранный (факультет братьев Паис). Работу этого факультета курировал ЦМО МГУ. После 1999 года таковым стал английский язык.
Для повышения качества высшего образования на Кубе предназначены курсы повышения квалификации. Существуют более 200 учебных заведений, на базе которых проводятся эти курсы более чем по 100 специальностям.
В настоящее время приоритетными направлениями повышения квалификации специалистов с высшим образованием являются: образование; генная инженерия и биотехнология; производство медикаментов; программа производства продуктов питания; сфера туризма.
Государство несёт ответственность за структуру и деятельность образовательной системы, а также финансирует все затраты в этой сфере. Бюджетные траты на образование (2008): 13,6 % от ВВП.
В стране около 700 000 лиц, имеющих высшее образование (из них, около 630 тысяч человек окончили кубинские ВУЗы в период после 1959 года). Из каждых семи кубинских трудящихся один имеет диплом высшего учебного заведения. Уровень неграмотности (среди населения в возрасте десяти лет и старше) составляет 3,8 процента.
На Кубе действует более 170 научно-исследовательских институтов.
В стране 1 115 детских садов, которые посещает 145,1 тысячи детей. Услугами детских садов пользуются 135 тысяч работающих матерей.
Общее число школьников начальной ступени — 1 028 900 детей, учащихся средних школ — 778 тысяч; студентов высших учебных заведений — 127 тысяч. Системой среднего и высшего вечернего и заочного образования охвачено более 100 тысяч человек.
На Кубе действуют 9 487 начальных школ, 1 943 средние школы и 48 высших учебных заведений. Школа считается базовым культурным учреждением. На каждую тысячу жителей приходится в целом 17,8 преподавателя. На цели образования выделяется 9 % ВВП. В стране ассигнуются значительные средства на научные исследования, в частности, связанные со здоровьем человека, в сфере биотехнологии и генной инженерии, производства вакцин и многочисленных медикаментов; результаты этих исследований получили всеобщее признание. Всё это стало возможным благодаря существованию значительных человеческих ресурсов, в том числе специалистов высокой квалификации, подготовленных в рамках национальной системы образования.

## Транспорт и связь

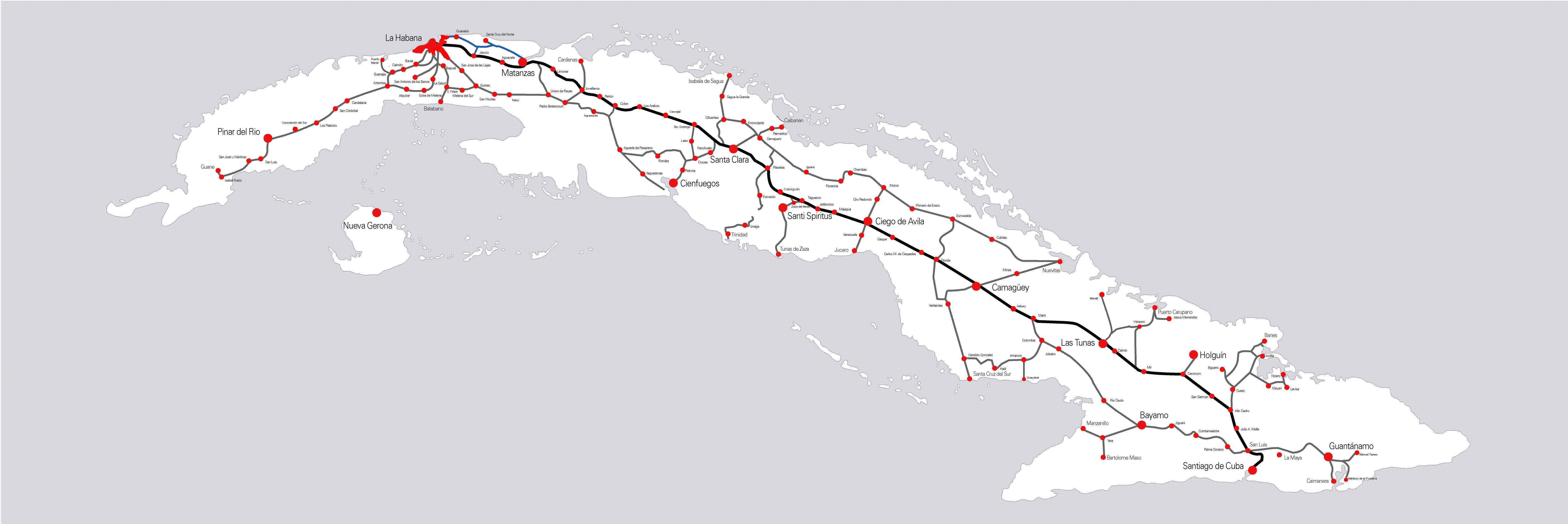
Схема железных дорог Кубы

На острове Куба имеется железная дорога, но основным видом внутреннего транспорта является автомобильный. С другими странами налажено морское сообщение и авиасообщение. 
Ведущая авиакомпания Кубы Cubana de Aviación имеет представительства в 32 странах мира.

### Связь
После победы кубинской революции, правительством Ф. Кастро было принято решение о национализации радиовещания, телефонной и радиосвязи. В дальнейшем, развитие телекоммуникаций оказалось затруднено в связи с торгово-экономической блокадой, установленной США. Тем не менее, в 1960–1980-е годы имело место развитие систем связи со стороны СССР и социалистических государств.
В период после 1991 года ситуация осложнилась, но уже в 1992 году Куба подключилась к компьютерной сети Usenet.
В 2003 году на острове работало 2 интернет-провайдера. Национальный домен .cu.
В июне 2009 года Венесуэла выделила 70 млн долларов на прокладку по дну Карибского моря между Венесуэлой и пунктом Сибоней в Сантьяго-де-Куба оптоволоконного кабеля ALBA-1. В феврале 2011 года прокладка кабеля общей протяжённостью около 1,6 тыс. км была завершена. Кабель, эксплуатация которого предусмотрена в течение 25 лет, имеет выход 640 гигабит — в 3 тысячи раз больше, чем существующая на Кубе спутниковая интернет-связь.
3 июня 2013 года в стране открылись 118 интернет-кафе.
На Кубе имеется единственный оператор мобильной связи — государственная компания ETECSA под торговой маркой Cubacel. Первоначально, мобильные телефоны могли иметь только иностранцы, работники зарубежных фирм или кубинцы, занимающие ключевые посты в государственном аппарате. При этом простые кубинцы, желающие обзавестись мобильным телефоном, обходили запрет, оформляя телефоны на имя иностранных граждан. 14 апреля 2008 года кубинским гражданам было разрешено свободное приобретение мобильных телефонов, что стало причиной массового распространения мобильной связи.
На Кубе действуют стандарт GSM 900, а в некоторых районах Гаваны и курортном Варадеро — GSM 850.

## Средства массовой информации

### Печатные издания
Ежедневная газета «Granma», носит название одноимённой яхты, на которой группа революционеров во главе с Фиделем Кастро высадилась на Кубу для осуществления партизанской борьбы с режимом Батисты. Газета является официальным проводником и популяризатором политики, проводимой Коммунистической партией Кубы. Раз в неделю на английском языке выходит «Granma Internacional». В числе других крупных газет — «Juventud Rebelde» и «Trabajadores».
Также выходят журналы («Bohemia», «Opciones» и другие).

### Радио и ТВ
Единственный государственный вещатель на Кубе и единственный вещатель Кубы вообще — ICRT (Instituto Cubano de Radio y Televisión — «Кубинский институт радио и телевидения»), создан 24 мая 1962 года. Включает в себя:
- Радиостанции
  - Radio Progreso, запущена в 1929 году, сетевые партнёры — CMHA, CMIB, CMFC, CMMB, CMKB, CMLA, CMJB, CMAB, CMGB.
  - Radio Reloj, запущена в 1947 году
  - CMBF Radio Musical Nacional, запущена в 1948 году
  - Radio Rebelde, запущена в 1959 году
  - Radio Havana Cuba, международная радиостанция, запущена в 1961 году
  - Radio Enciclopedia, запущена в 1962 году
  - Radio Taíno, запущена в 1985 году
  - Радиостанции провинций — Radio Ciudad de La Habana, Radio Metropolitana, Radio COCO, Radio Cadena Habana (все 3 в Гаване), Radio Guamá, Radio Artemisa и др.
- Телеканалы
  - Cubavisión (до национализации в 1960 году CMQ-TV, Canal 6), запущен в 1962 году
  - Tele Rebelde (ранее — Canal 2), запущен в 1982 году
  - Canal Educativo, запущен в 2001 году
  - Canal Educativo 2, запущен в 2004 году
  - Multivisión, запущен в 2008 году
  - телеканалы провинций
  - Cubavisión Internacional

Ранее также существовали радиостанции CMQ и RHC-Cadena Azul (запущена в 1939 году).

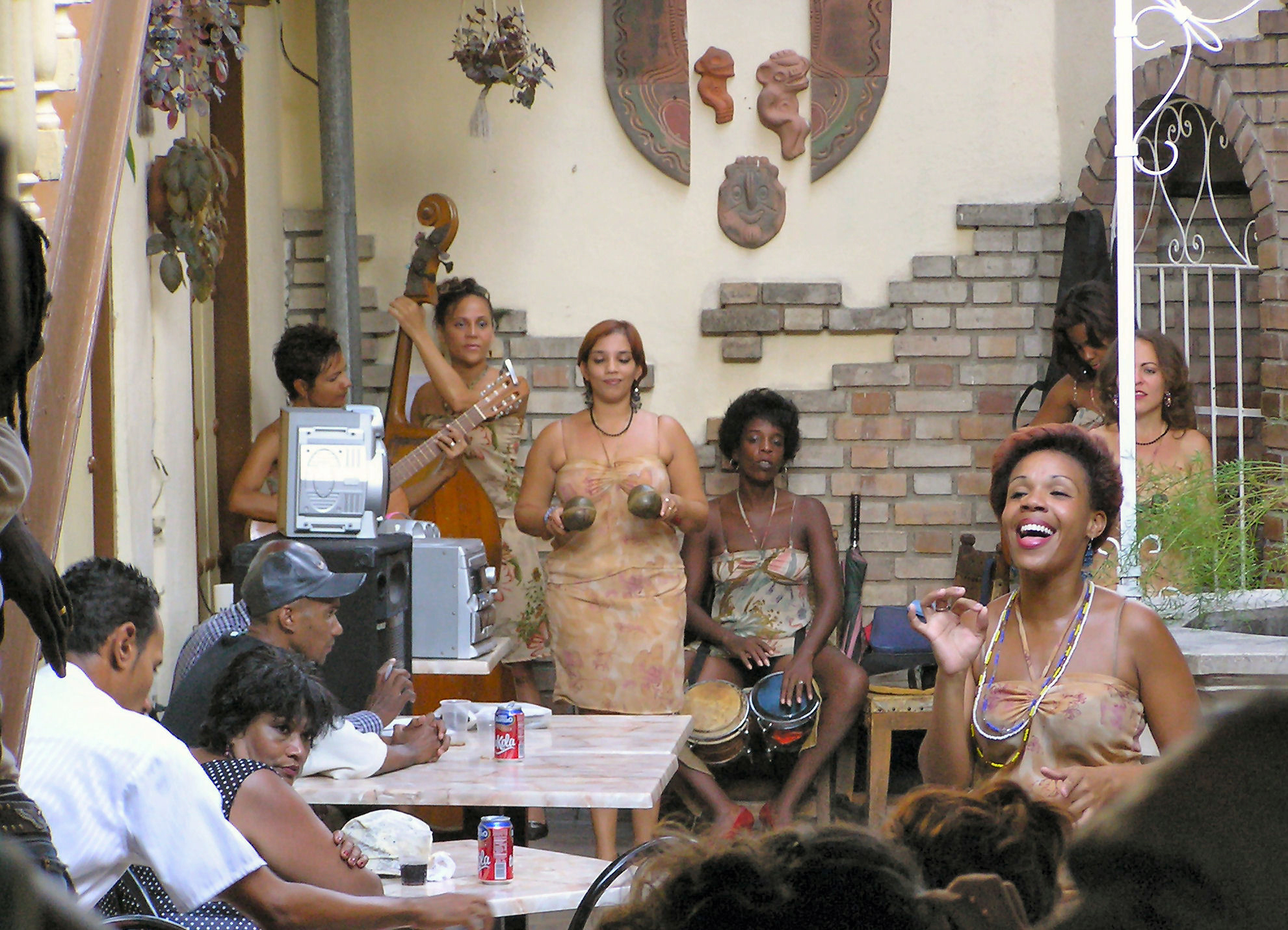
Сантьяго-де-Куба

### Гастрономия

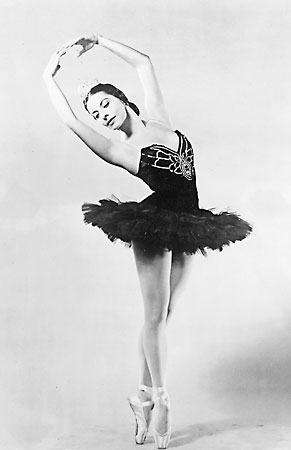
Балерина Алисия Алонсо

## Культура

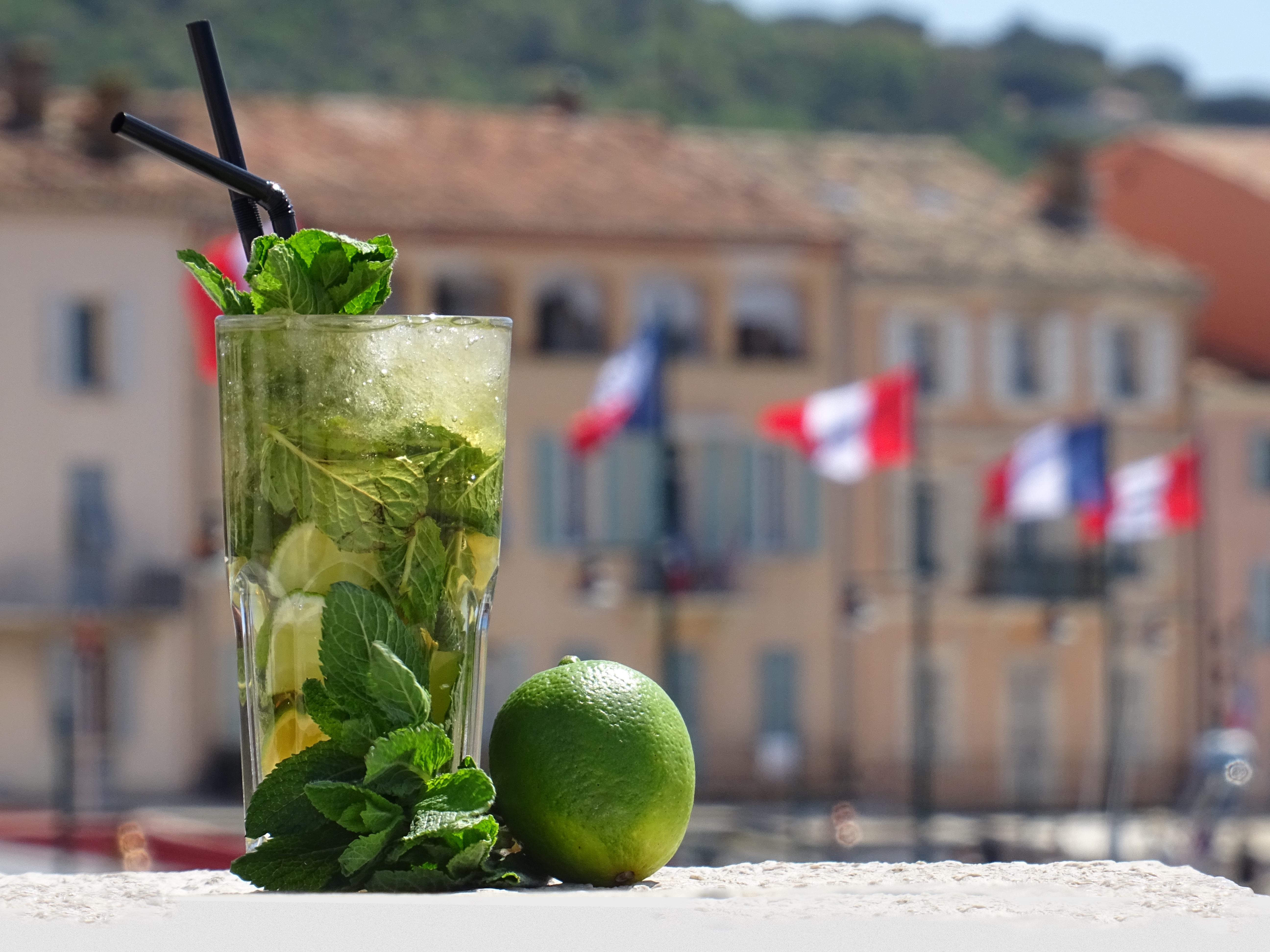
Мохито — традиционный коктейль кубинской кухни

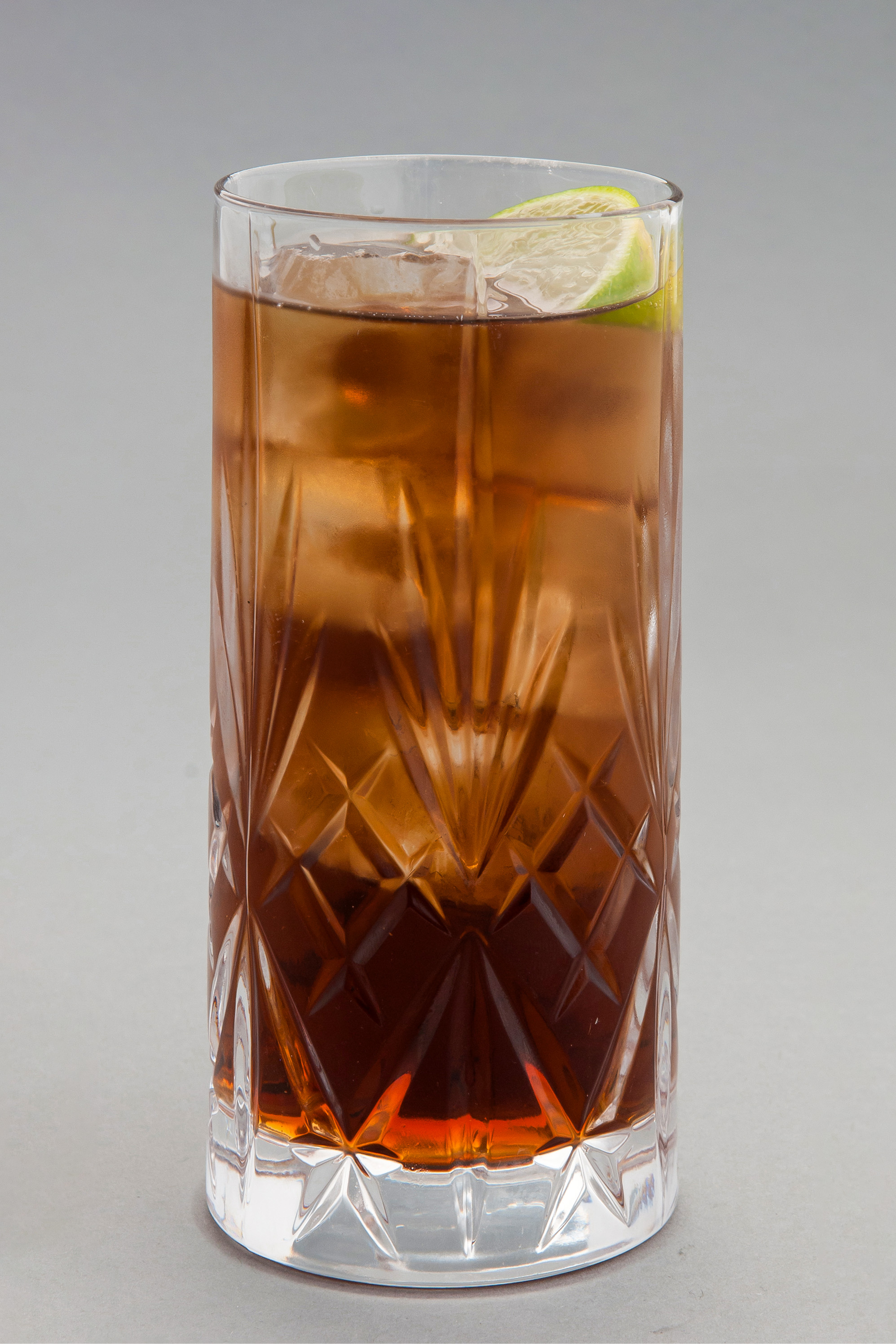
Куба либре

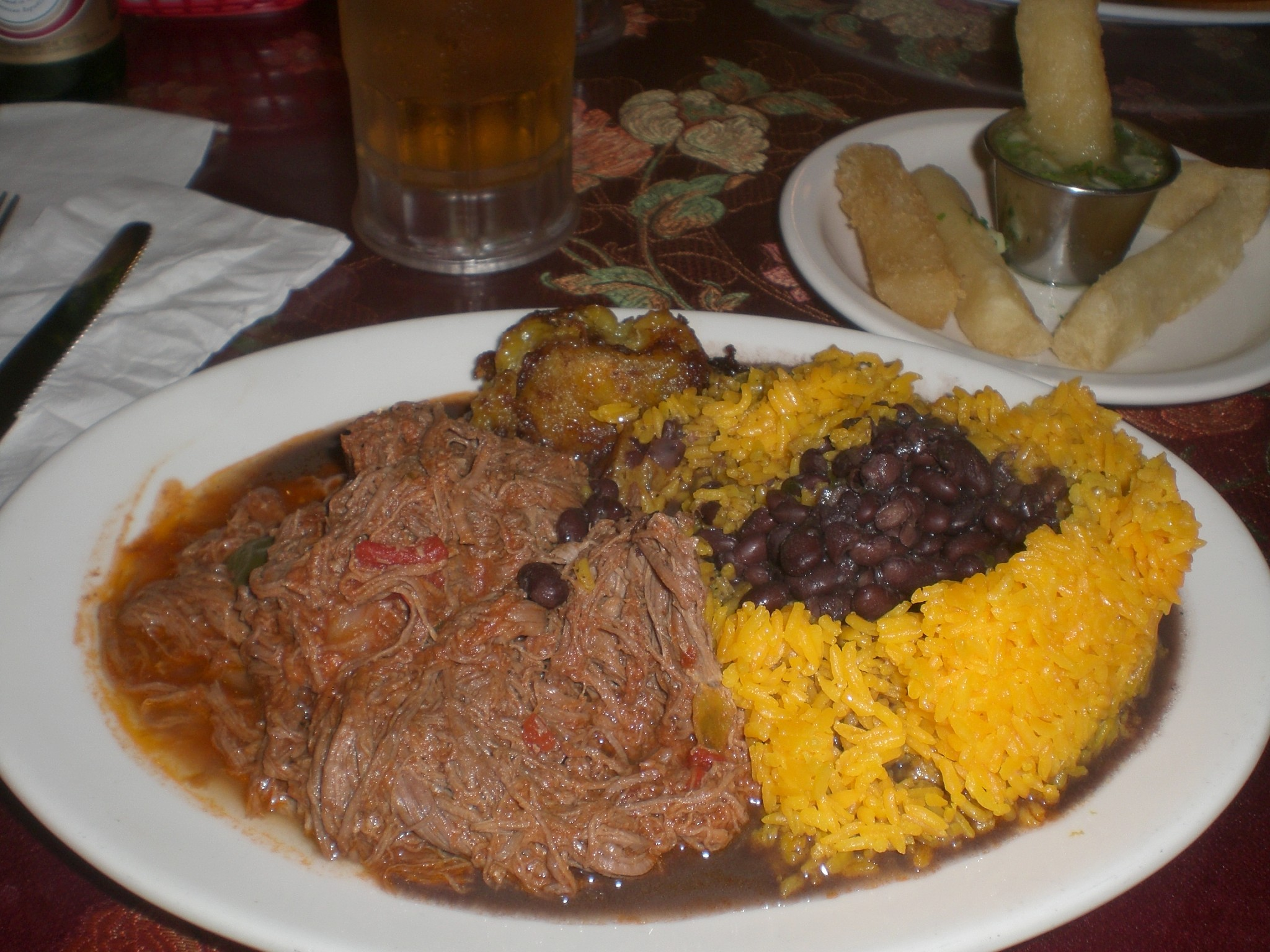
Кубинское блюдо: «старая одежда» (говядина), чёрная фасоль, рис и юкка с «мохито».

### Музыка и танец
Благодаря своему глубокому духовному богатству и вкладу в мировую культуру, можно утверждать, что за всю свою историю с XVI века с появлением хабанера до наших дней Куба стала одной из стран с наибольшим количеством музыкальных жанров и одной из стран, которая оказала наибольшее музыкальное влияние в мире.
Кубинская музыка имеет свои основные корни в Испании и Западной Африке, но со временем на неё повлияли различные жанры из разных стран. Среди них выделяются Франция и её колонии в Латинской Америке и США. Кубинская музыка также оказала значительное влияние на другие страны. В 1840-х годах хабанера возникла как вялая вокальная песня с ритмом контраданзы. Лауреано Фуэнтес (1825—1898) происходил из семьи музыкантов и написал первую оперу, сочинённую на острове, La hija de Jefté. Позднее она была расширена и организована под названием Сейла.
Гонсало Роиг (1890—1970) стал важной творческой силой в первой половине XX века. Композитор и дирижёр, он также обладал высокой квалификацией в области фортепиано, скрипки и теории композиции. В 1922 году он был одним из основателей Национального симфонического оркестра, которым он руководил. В 1927 году он был назначен директором Гаванской музыкальной школы. Как композитор он специализировался на сарсуэле, очень популярной форме музыкального театра до Второй мировой войны. В 1931 году он основал театральную труппу Bufo в театре Марти в Гаване. Он был композитором самой известной кубинской сарсуэлы «Сесилия Вальдес», основанной на известном одноимённом романе XIX века о симпатичной кубинской мулатке, вышедшем в 1932 году. Он основал несколько организаций и часто писал музыкальные произведения.
Одним из величайших кубинских композиторов-пианистов XX века был Эрнесто Лекуона (1895—1963). Лекуона сочинил более 600 пьес, в основном в кубинском стиле, и был пианистом исключительного качества. Он был плодовитым автором песен и музыкантом для кино и театра. Его работа состояла в основном из многочисленных сарсуэлов, основанных на афро-кубинских и кубинских ритмах, нескольких сюит и нескольких песен, которые стали стандартами латинской музыки. К ним относятся Сибони, Малагенья и Андалусия. В 1942 году его шлягер «Всегда в моём сердце» был номинирован на «Оскар» за лучшую песню, и он проиграл конкурс на песню «Белое Рождество». Симфонический оркестр Эрнесто Лекуоны исполнил премьеру Чёрной рапсодии Лекуоны на концерте в честь Дня освобождения Кубы в Карнеги-холле, Нью-Йорк, 10 октября 1943 года.
Хотя их музыка сегодня редко исполняется на концертах, Амадео Рольдан (1900—1939) и Алехандро Гарсия Катурла (1906—1940) произвели революцию в симфонической музыке на Кубе в первой половине XX века.
Они сыграли важную роль в афрокубанизме, кубинском культурном движении, сосредоточенном на афро-кубинских проблемах, которое зародилось в 1920-х годах и было широко проанализировано Фернандо Ортисом Фернандесом. Амадео Рольдан, родившийся в Париже в семье кубинского мулата и отца-испанца, вернулся на Кубу в 1919 году и стал первой скрипкой только что основанного Гаванского симфонического оркестра в 1922 году. Там он встретил Катурлу, который был второй скрипкой оркестра в шестнадцать лет. Среди произведений Ролдана — увертюра на кубинские темы (1925) и два балета: «Ребамбарамба» (1928) и «Эль Милагро де Анакилле» (1929). Затем последовали серии Rítmicas, Poema negro (1930) и Tres toques (марш, обряды, танец) (1931). В «Motivos de son» (1934) он написал восемь пьес для голоса и инструментов на одноимённые стихи Николаса Гильена. Его последними сочинениями были «Две детские пьесы для фортепиано» (1937). Рольдан умер молодым, в возрасте 31 года, от рака.
После студенческих лет Алехандро Гарсия Катурла всю свою жизнь прожил в небольшом центральном городке Ремедиос, где он стал юристом, чтобы поддерживать свою растущую семью. У него были отношения с несколькими чернокожими женщинами, от которых у него было одиннадцать детей, которых он узнавал и поддерживал. Его работа «Три кубинских танца для симфонического оркестра» была впервые представлена в Испании в 1929 году. Премьера «Бембе» состоялась в Гаване в том же году. Его кубинская увертюра выиграла первый приз на национальном конкурсе в 1938 году. Он был человеком великого благородства и примером универсального музыканта, который сочетал темы классической и народной музыки с современными музыкальными идеями. Чатурла был убит в 1934 году молодым игроком, приговор которого должен был быть вынесен лишь через несколько часов.
После кубинской революции 1959 года на сцену вышло новое поколение классических музыкантов. Самым известным из них, несомненно, является гитарист Лео Брауэр, который внёс выдающийся вклад в технику и репертуар современной классической гитары и был директором Национального симфонического оркестра Кубы. Будучи директором группы звуковых экспериментов ICAIC в 1970-х годах, он был важным элементом в формировании и консолидации движения Nueva Trova. Другими важными композиторами первых лет постреволюционного периода, начавшегося в 1959 году, были: Карлос Фариньяс и Хуан Бланко (кубинский композитор), пионеры конкретной музыки и электроакустической музыки на Кубе.
Европейское влияние на более позднюю кубинскую музыку представлено Данзоном, элегантной музыкальной формой, которая когда-то была более популярной, чем Сын на Кубе. Это потомок креольской кубинской контраданзы. Danzón знаменует собой переход от группового танца конца 18 века к современному парному танцу. Стимулом для этого изменения стал успех некогда скандального вальса, где пары танцевали друг напротив друга, независимо от других пар и не являясь частью заранее определённой структуры. Дансон был первым кубинским танцем, в котором использовались эти методы, хотя между этими двумя танцами есть разница. Вальс — это бальный танец, в котором пары движутся по кругу против часовой стрелки, а дансон — танец с «носовым платком», в котором пары остаются в пределах ограниченной площади комнаты.
Алехо Карпентьер упоминает в своей книге «Музыка на Кубе», цитируя Буэнавентуру Паскуаля Феррера, что в начале XIX века в Гаване давалось до пятидесяти танцев в день, где наряду с другими модными танцами играли и пели знаменитую гуарачу. Гуарача — это жанр быстрого темпа и комической или пикантной лирики. Этот жанр возник в конце 18-го века, а в начале 20-го века его часто исполняли в публичных домах и других местах Гаваны. Его тексты были полны популярных фразы и часто упоминаемые события, которые появлялись в газетах того времени. Ритмично гуарача демонстрирует серию ритмических комбинаций, таких как 6/8 с 2/4.
По крайней мере, с VIII века до наших дней в музыкальных театрах использовались различные формы музыки и танца. Многие известные композиторы и музыканты заявили о себе через эту театральную среду, и многие важные произведения были представлены на сцене.
В XIX веке в Сантьяго-де-Куба возникло движение странствующих музыкантов, называемых «трубадурами», которые обычно переезжали из одного места в другое с целью заработать себе на жизнь пением и аккомпанировать себе на гитаре, как композиторы и исполнители, и их песни были адаптированы ко многим другим жанрам кубинской музыки. Первым и одним из старейших был Синдо Гарай (1867—1968). Он был выдающимся композитором, внёсшим множество песен в репертуар Trova, и большинство из них были спеты и записаны много раз. Композитор Росендо Руис (1885—1983) был ещё одним трубадуром-долгожителем и автором известного руководства по обучению игре на гитаре. Альберто Вильялон (1882—1955) и Мануэль Корона (1880—1950) также были подходящими трубадурами. Гарай, Руис, Вильялон и Корона известны как «великая четвёрка трова», хотя следующие трубадуры также хорошо известны: Патрисио Баллагас (1879—1920), Мария Тереза Вера (1895—1965), Лоренцо Иерресуэло (1907—1993), Нико Сакито (Антонио Фернандес: 1901—1982), Карлос Пуэбла (1917—1989) и Максимо Франсиско Репиладо Муньос (1907—2003), известный как Compay Segundo. Эль Гуаяберо, Фаустино Орамас (1911—2007) традиционно известен как последний из трубадуров. Трубадуры часто выступали в дуэтах и трио, например Compay Segundo, прозвище которого отсылает к роли «второго голоса» в трио «Los Compadres». Позже многие из них объединились в более крупные группировки, такие как секстеты и септеты. Мы не должны забывать Чиро, Куэто и Мигеля, членов знаменитого Трио Матаморос, которые работали вместе большую часть своей жизни. Мигель Матаморос считается одним из величайших представителей Тровы.
Кубинская традиционная или народная музыка включает в себя: румбу, дансон, сон, сальсу, гуарачу, болеро, конгу, нуэву-трову.

### Литература

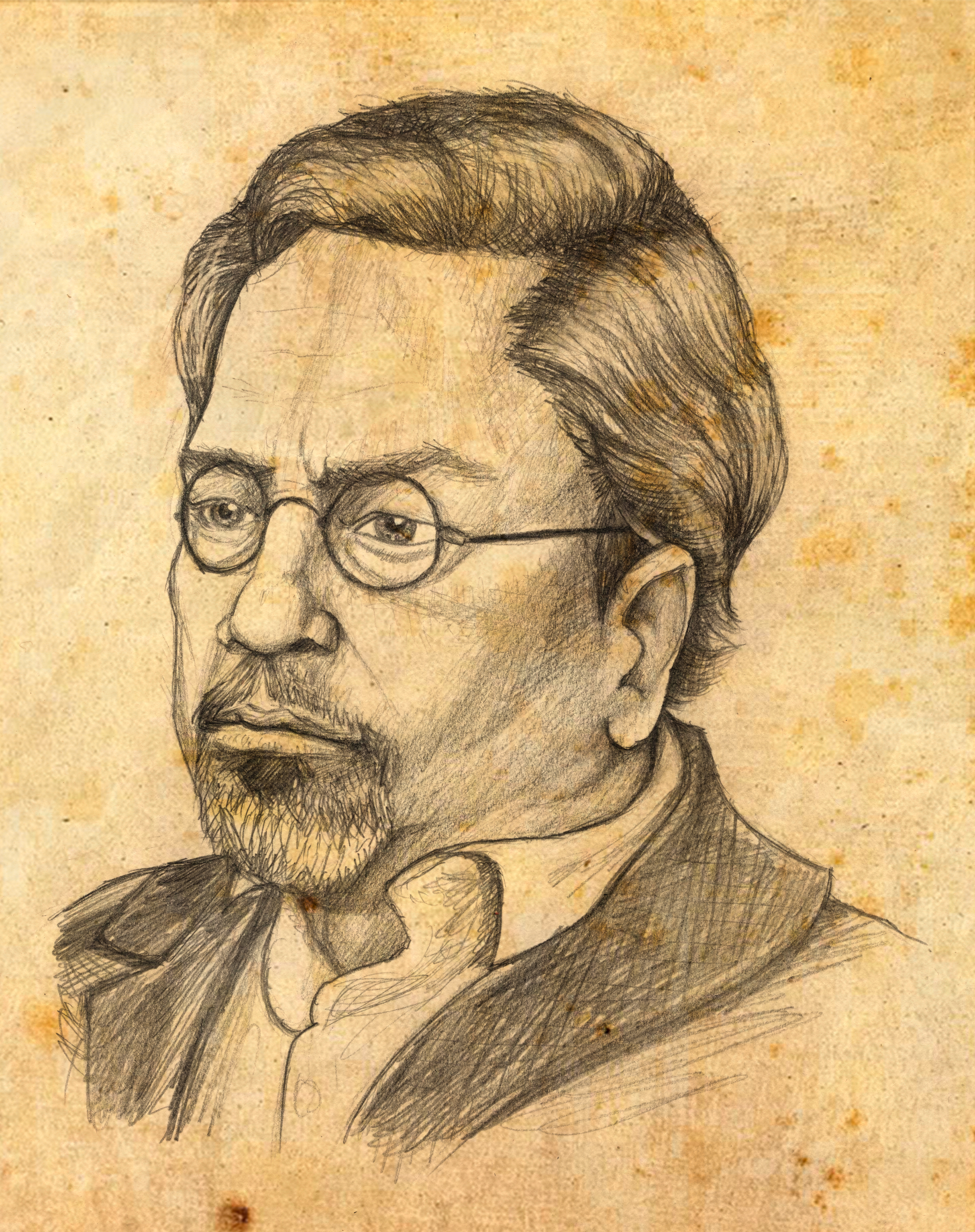
Писатель Гильермо Кабрера Инфанте

### Живопись
Самостоятельная кубинская живопись возникла лишь в конце XIX века. В 1930-е годы художники, побывавшие в Европе, познакомились там с современными художественными течениями и принесли их на Кубу. Так, Марсело Поголотти использовал кубизм для создания изображений на темы, связанные с бедностью кубинского народа. Наиболее известный кубинский художник, Вифредо Лам, писал в сюрреалистическом стиле. На Марио Карреньо большое влияние оказало творчество мексиканских монументалистов. Хорхе Арче известен своими портретами, по стилю похожими на произведения других латиноамериканских художников 1930-х годов.

### Спорт

Хосе Рауль Капабланка, чемпион мира по шахматам (1921—1927)

Спорт на Кубе доступен всем и эта его массовость позволяет постоянно пополнять национальные команды по различным видам спорта, которые принесли маленькому карибскому острову важные мировые и олимпийские награды. Куба — родина всемирно известных спортсменов. Среди видов спорта выделяются бейсбол, бокс, лёгкая атлетика и волейбол.

### В массовой культуре
Куба в музыке
- Гуантанамера — известная кубинская песня, неофициальный гимн Кубы.

Куба в литературе
- Эрнест Хемингуэй. Старик и море
- Грэм Грин. Наш человек в Гаване

Куба в кино
- Крёстный отец 2
- Гавана (реж. Сидни Поллак)
- Гавана, я люблю тебя
- Я — Куба (реж. Михаил Калатозов)
- Океан (2008, реж. Михаил Косырев-Нестеров)
- Грязные танцы 2: Гаванские ночи
- Истребитель зомби Реж. Алехандро Бругес.
- Клубника и шоколад
- Форсаж 8